# Préhistoire du Loiret
La Préhistoire du Loiret est la période comprise entre les premières traces laissées par les Hommes sur le territoire du département du Loiret et les premiers documents écrits. Elle commence vers 550 000 ans avant le présent et se termine à la fin du Néolithique, vers 2000 av. J.-C.
Les premières traces d'occupation humaine de l'actuel Loiret remontent au Paléolithique inférieur. De nombreux bifaces de type acheuléen ont été trouvés dans le val de Loire sur les plateaux de Briare et Gien et sur les sablières de Châteauneuf-sur-Loire et de Saint-Denis-de-l'Hôtel, mais aussi dans l'Est du département aux abords du Loing, par exemple sur Nargis ou sur Dordives. Le Paléolithique supérieur est bien représenté dans le Loiret. Les chasseurs-cueilleurs du Magdalénien se concentrent sur la vallée du Loing, avec par exemple les gisements de la Pierre-aux-Fées et des Pâtures Blanches à Cepoy, ou du Choiseau et de La Maison Blanche à Fontenay-sur-Loing.
Après les derniers chasseurs-cueilleurs du Mésolithique de la station des Hauts-de-Lutz de Beaugency, les hommes vont vers 5000 av. J.-C. passer à l'agriculture, ouvrant ainsi le Néolithique. Les premiers agriculteurs n'occupent d'abord que les bords de rivière en terrasses, fertiles et faciles à cultiver, puis défrichent les forêts. Le site du Vieux Chemin d’Étampes, à Pithiviers, constitue aujourd'hui l'un des habitats néolithiques les plus anciens de la région Centre-Val de Loire. Dans ces villages des premières communautés agricoles de la France, on fabrique des outils et des armes en silex mais aussi en os. Plusieurs ateliers de production de haches ont été trouvés comme ceux de Corquilleroy et Fontenay-sur-Loing, à l'occasion des fouilles de l'autoroute A19.
Les pratiques et rites funéraires évoluent tout au long du Néolithique. Les sépultures sont d'abord individuelles, comme celle trouvée à La Chapelle-Saint-Mesmin, puis sous dalle comme à Malesherbes ou Orville, puis à incinérations comme la nécropole des Canas à Varennes-Changy et enfin collectives avec les dolmens. De nombreux autres mégalithes, des menhirs, sont localisés dans le Nord-Est du département. Leur fonction, a priori cultuelle, n'a pas encore été formellement déterminée.

## Paléolithique (1 200 000à11 700AP)
L'histoire évolutive des primates conduit à l'apparition des hominidés (grands singes sans queue) au Miocène inférieur il y a 20 Ma en Afrique et 17 Ma en Europe, c'est-à-dire longtemps après l'assèchement du lac de Beauce ; la sous-famille des homininés (gorilles, chimpanzés et humains) s'établit il y a environ 15 Ma. Tandis que les homininés d'Europe s'éteignent à la fin du Miocène, on assiste en Afrique à l'apparition des bipèdes hominina il y a 7 Ma et du genre humain (homo) il y a 2,8 Ma, poursuivant l'histoire évolutive de la lignée humaine aux époques géologiques du Pliocène et du Pléistocène. Les premiers outils lithiques apparaissent il y a 3,3 Ma en Afrique et vers 1,6-1,2 Ma en Europe méditerranéenne caractérisant la première période de la préhistoire : le Paléolithique, subdivisé en trois ou quatre grandes périodes selon les auteurs : le Paléolithique inférieur, le Paléolithique moyen et le Paléolithique supérieur.

### Paléolithique inférieur (1 200 000à350 000AP)
Les premières traces d'occupation humaine de l'actuel Loiret remontent au Paléolithique inférieur. En Europe de l'Ouest, le Paléolithique inférieur concerne une phase de plus de 800 000 ans (d'environ 1 200 000 à 350 000 avant le présent), caractérisée par l'établissement progressif des Hommes dans le nord à partir du Bassin méditerranéen. Les successions de périodes glaciaires et tempérées modifient alors profondément les paysages et rendent cette implantation de l'homme plus ou moins précaire suivant les régions.
Dans le val de Loire, des bifaces de type acheuléen ont été trouvés en abondance sur les plateaux de Briare et Gien et sur les sablières de Châteauneuf-sur-Loire et de Saint-Denis-de-l'Hôtel. Deux bifaces trouvés à Châteauneuf-sur-Loire et à Chécy mesurent respectivement 25 cm et 19 cm de longueur. Plus sporadiquement, d'autres spécimens ont été trouvés dans les communes de Nevoy, Ouzouer-sur-Loire, Bray-en-Val, Saint-Aignan-des-Gués, Saint-Martin-d'Abbat, Germigny-des-Prés, Mardié, Chécy, Orléans.
Dans l'est du département, de nombreux bifaces ont également été trouvés aux abords du Loing, par exemple sur Nargis ou sur Dordives (Les Bois d'Haies).

Objets du Paléolithique inférieur découverts dans le Loiret
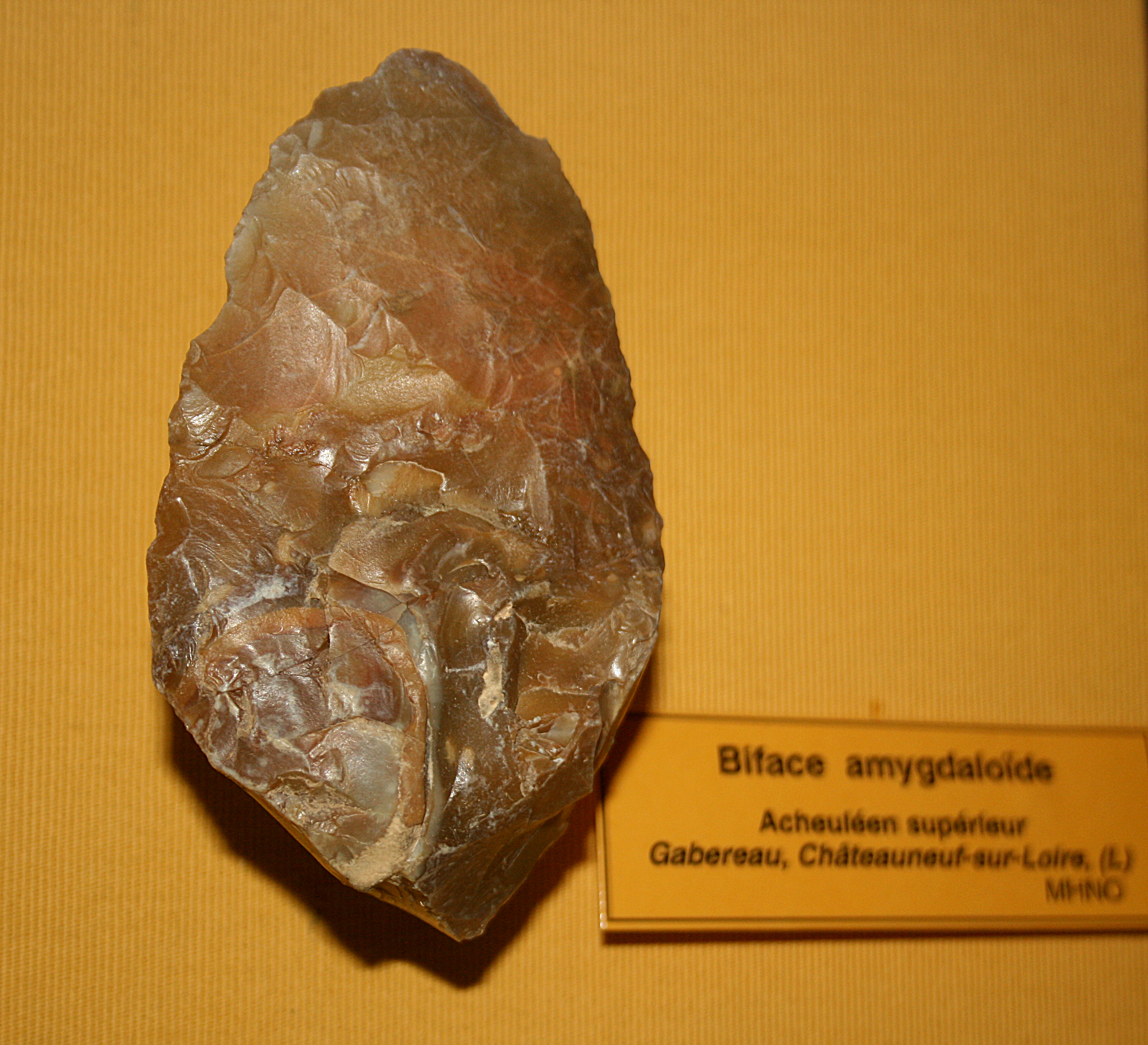
Biface, Gabereau, Chateauneuf-sur-Loire
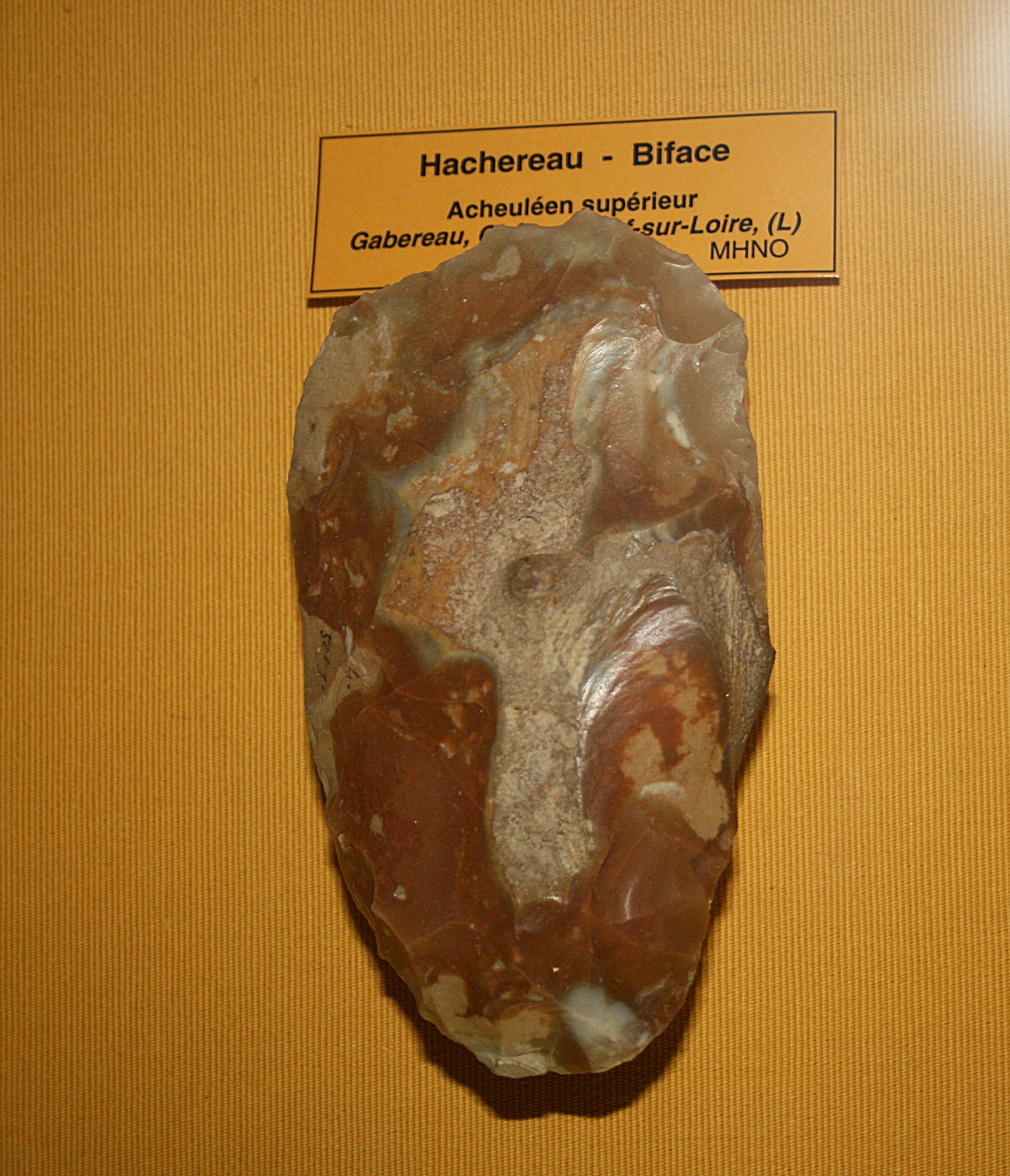
Biface hachereau (ou biface à tranchant transversal), Gabereau, Chateauneuf-sur-Loire.
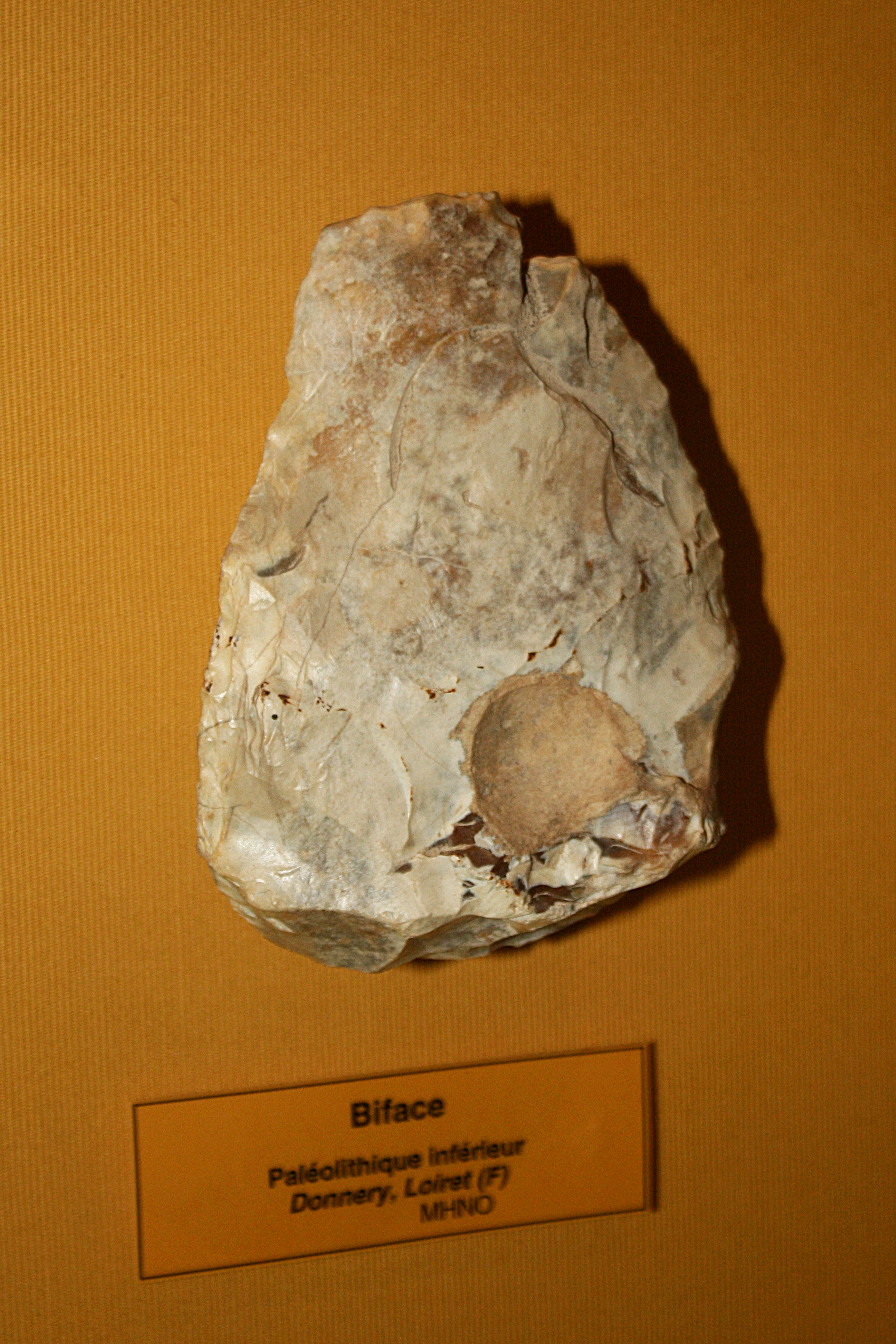
Biface, Donnery.
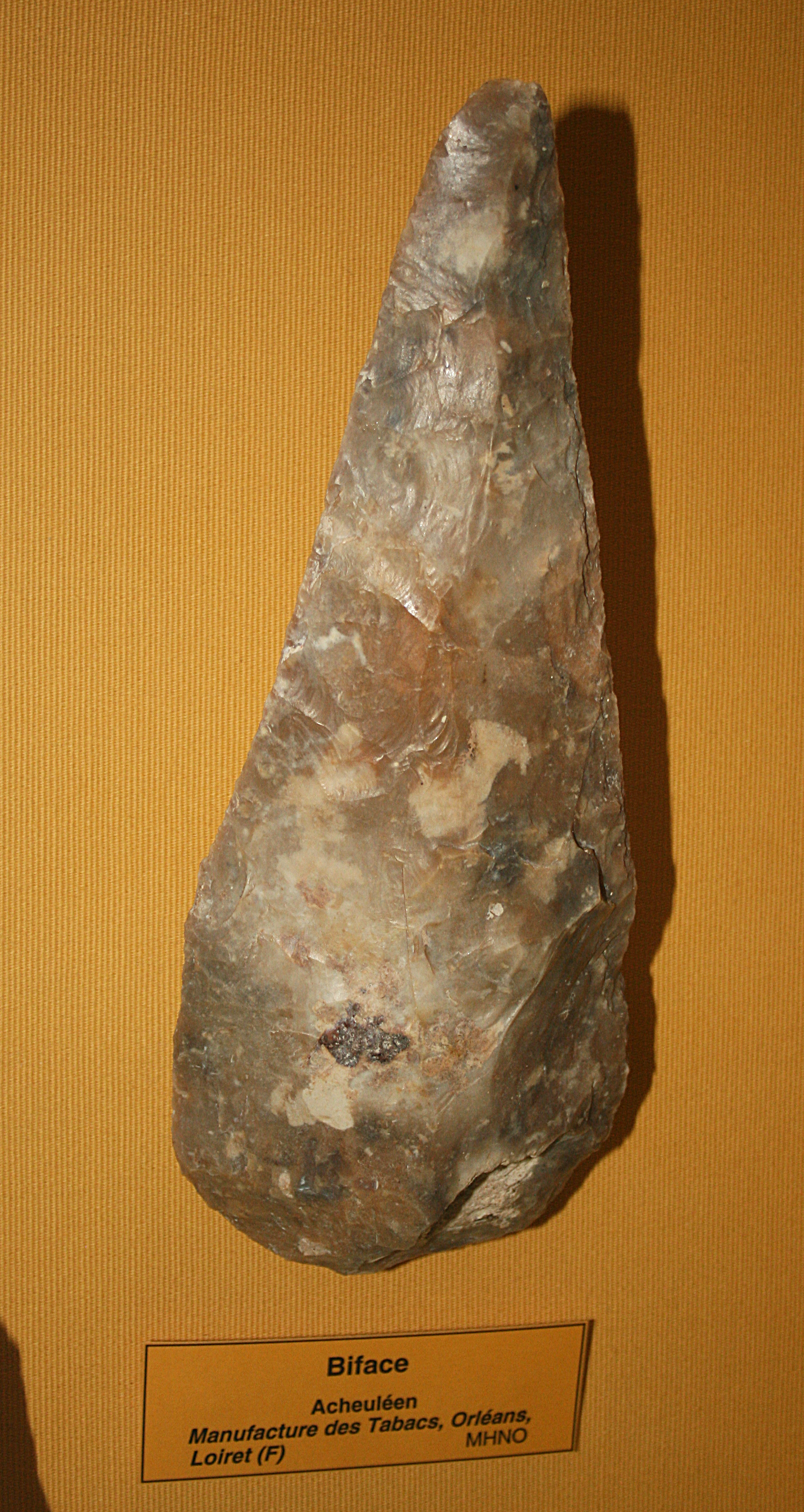
Biface, Orléans
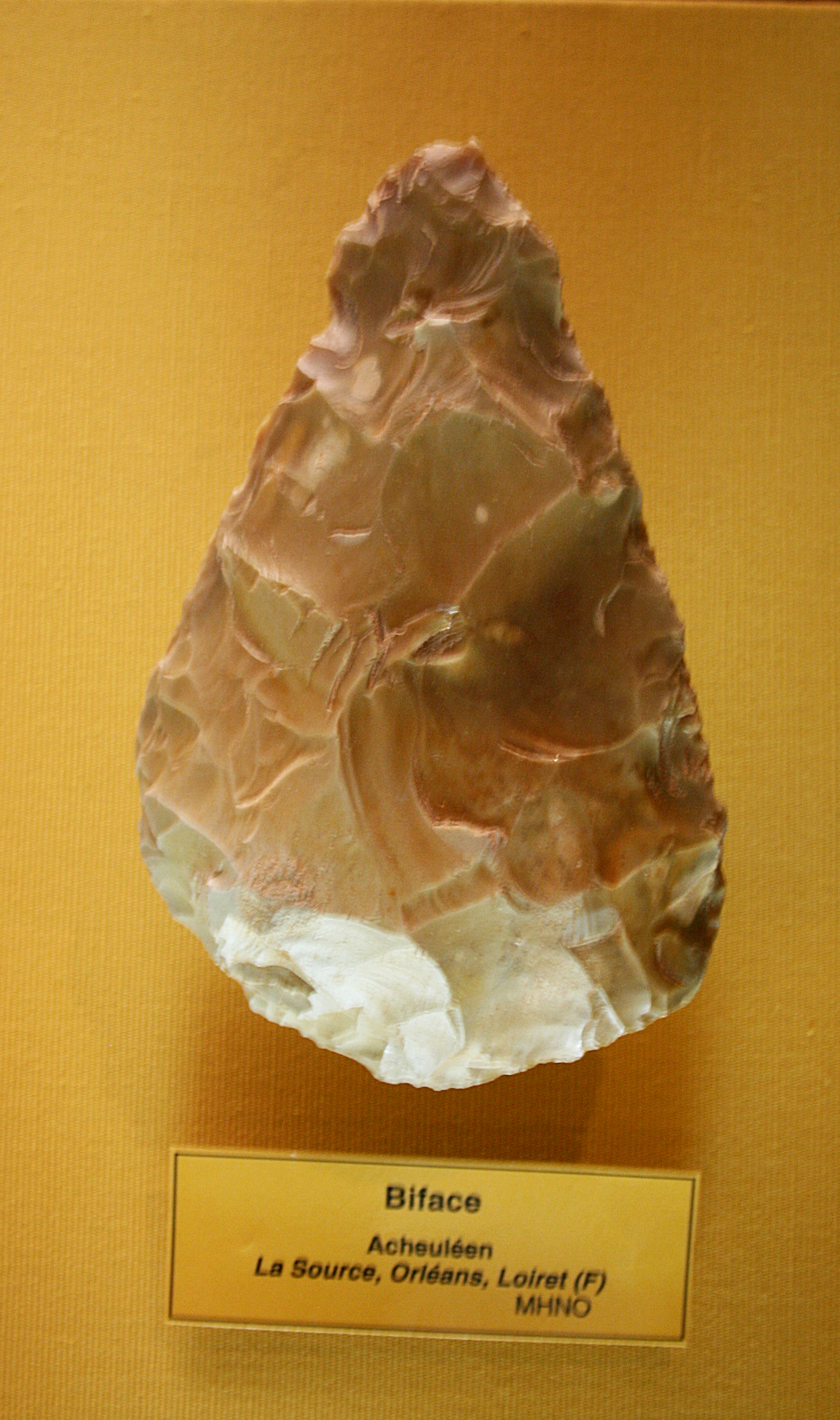
Biface, La Source, Orléans.
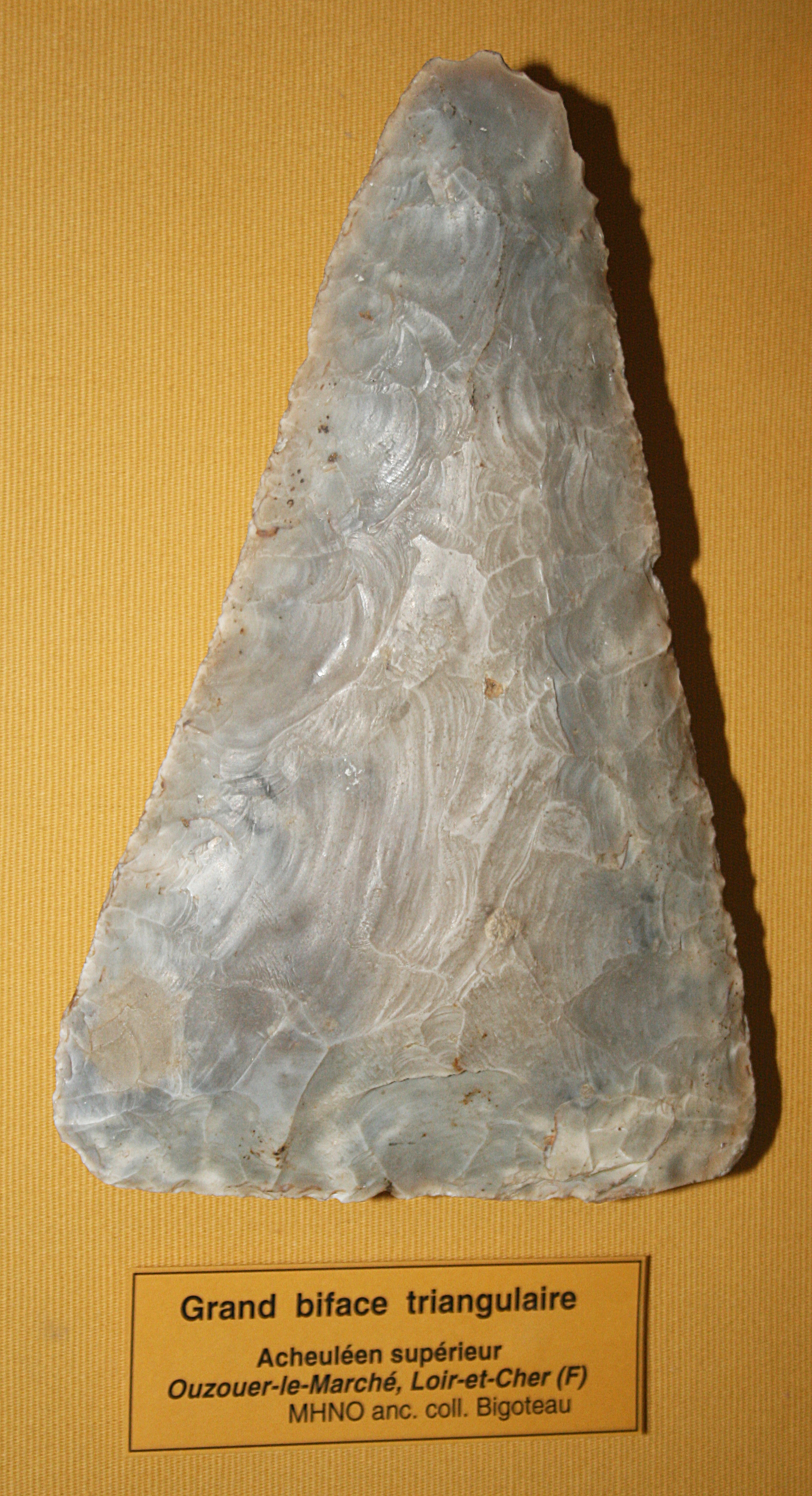
Biface, Ouzouer-le-Marché (limite Loiret).

### Paléolithique moyen (350 000à45 000AP)
Cette période qui couvre environ 300 000 ans (d'environ 350 000 à 45 000 avant le présent) est caractérisée par la présence de l'Homme de Néandertal en Europe. Cette espèce humaine, parfaitement adaptée aux conditions climatiques rigoureuses de cette période, se caractérise par sa culture matérielle appelée Moustérien.
Un riche gisement datant du Moustérien a été découvert en 1922 par Aurèle Chevillon sur la commune de Triguères, au nord-est du lieu-dit la Garenne, dans un terrain constitué d'une mince couche de terre arable recouvrant un sous-sol d'argile mêlé de silex. Les outils trouvés vont du Moustérien de tradition acheuléenne (de 50 000 à 30 000 ans avant notre ère - couteaux quadrangulaires à dos naturel ou abattu, pointes triangulaires de type abri Audi) au Moustérien final (pointes triangulaires avec retouches marginales alternées sur faces opposées, pointes à pédoncules et burins).
Dans l'Est du département, plusieurs stations moustériennes jalonnent le Loing, par exemple à Cepoy, station signalée par l'abbé Nouel en 1938 ou à Dordives, découverte de J.-P. Robin. En rive sud de la Loire, divers objets moustériens ont également été trouvés à Pierrefitte-ès-Bois, Poilly-lez-Gien et Olivet.

Objets du Paléolithique moyen découverts dans le Loiret
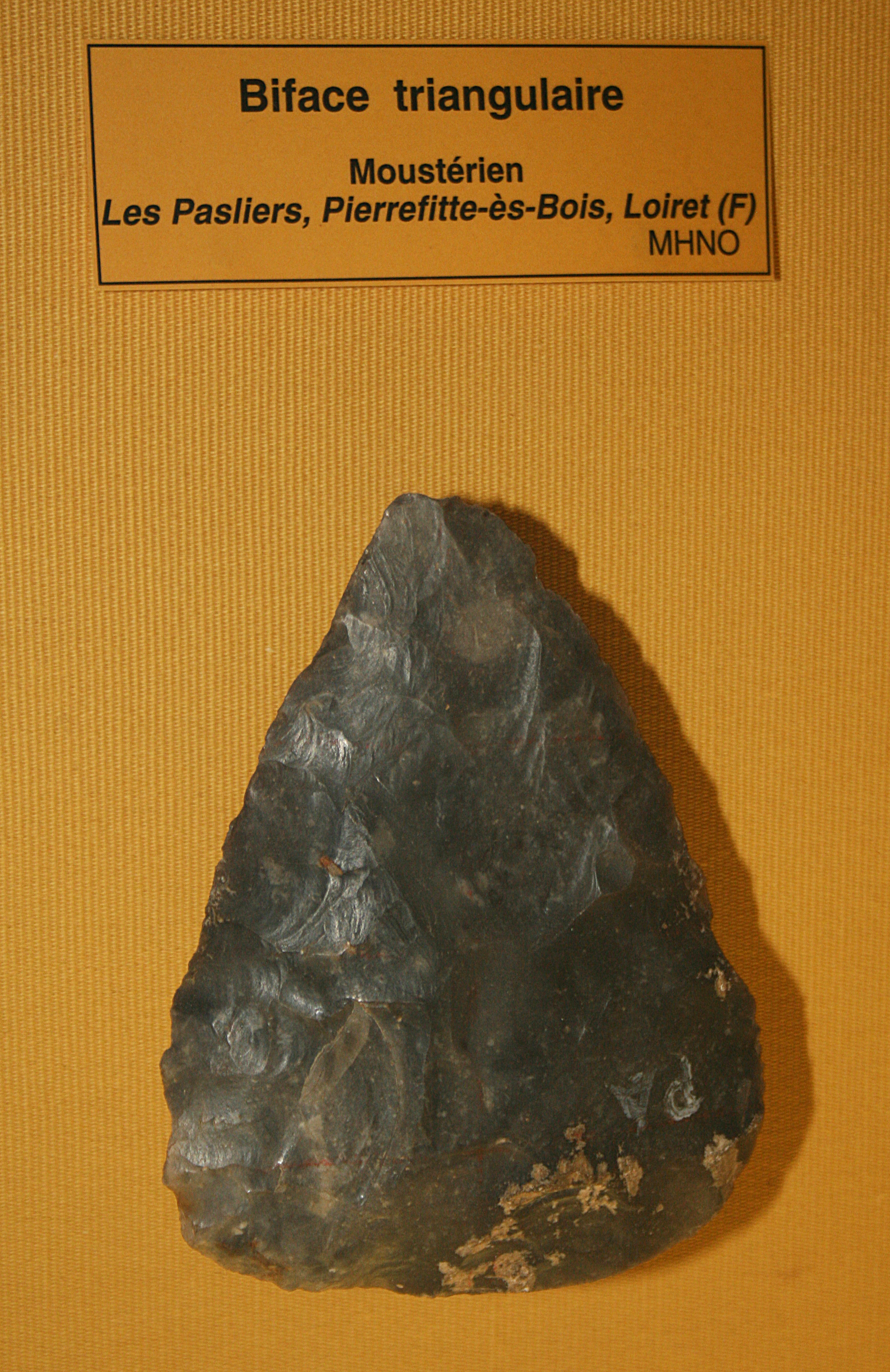
Biface, Les Pasliers, Pierrefitte-ès-Bois.
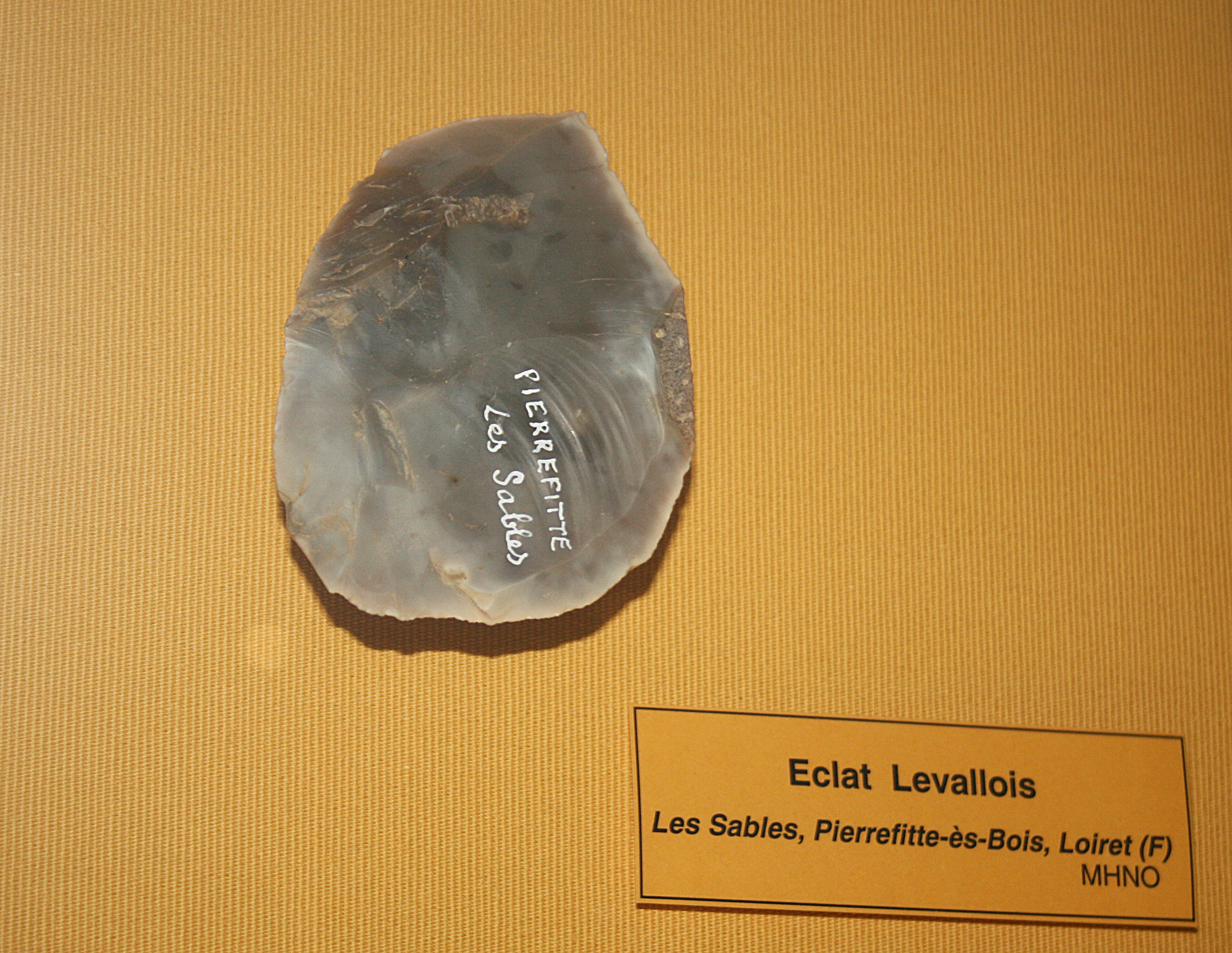
Éclat Levallois, Les Sables, Pierrefitte-ès-Bois.
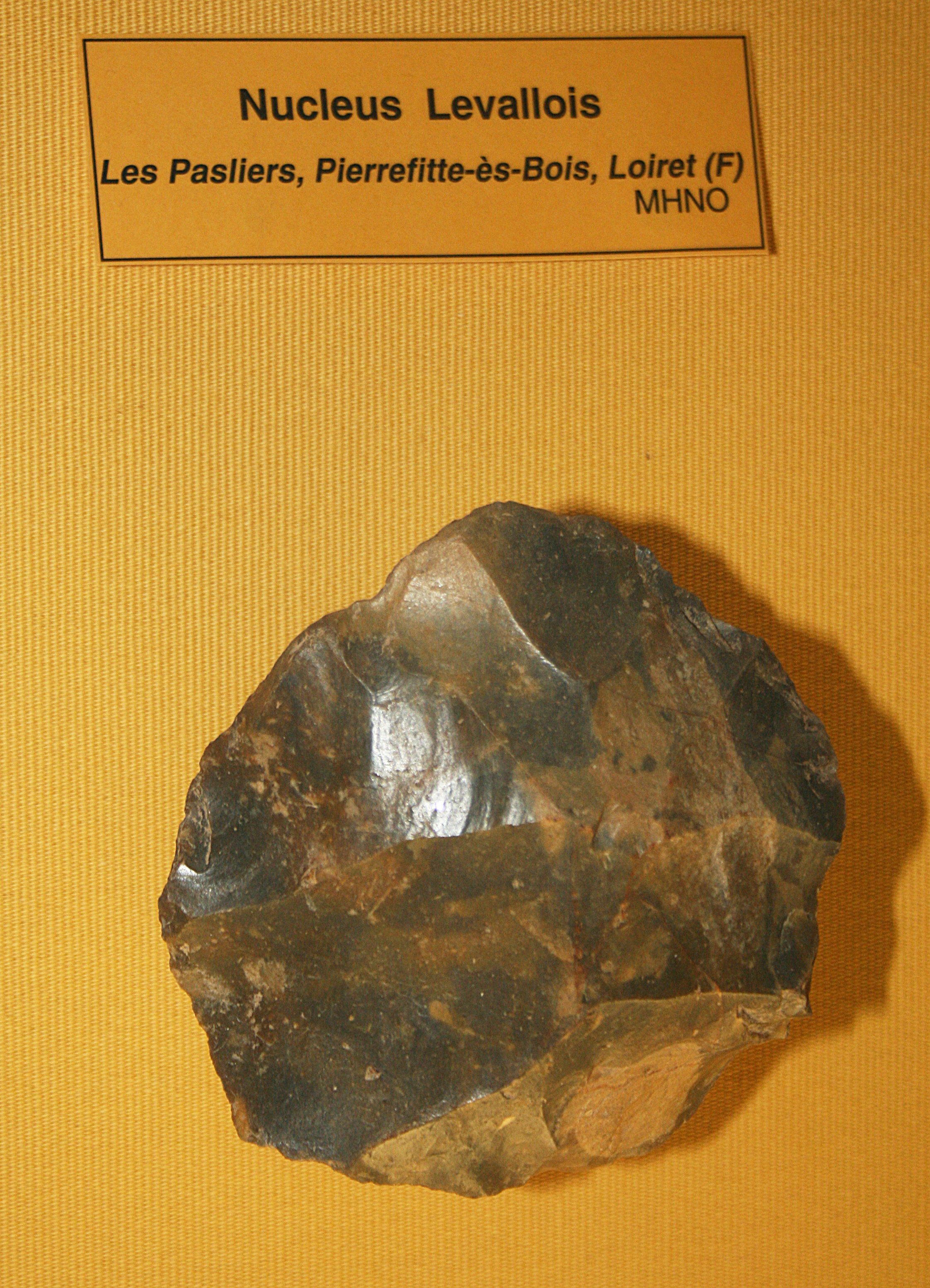
Nucleus Levallois, Les Pasliers, Pierrefitte-ès-Bois.
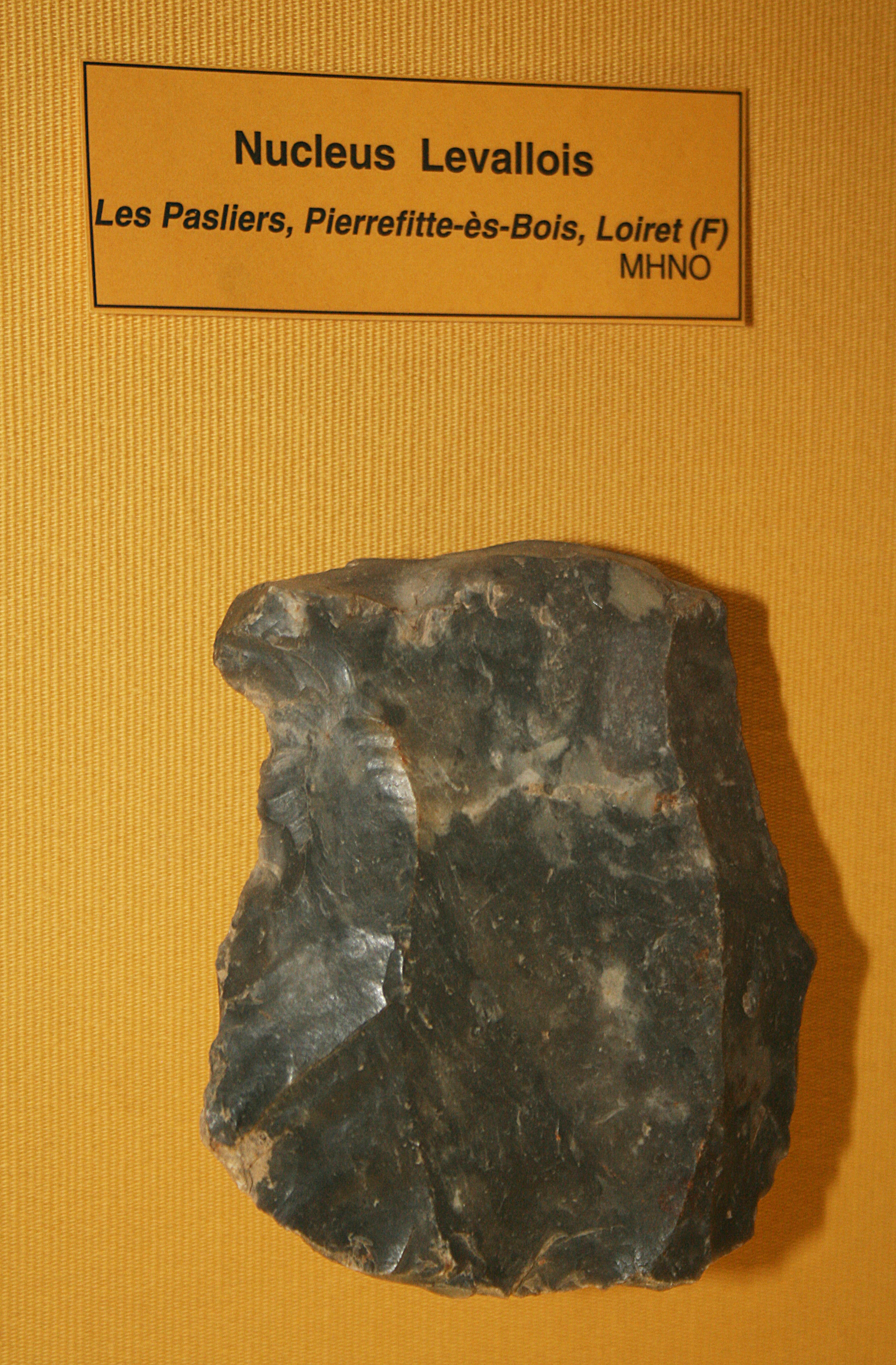
Nucleus Levallois, Les Pasliers, Pierrefitte-ès-Bois.
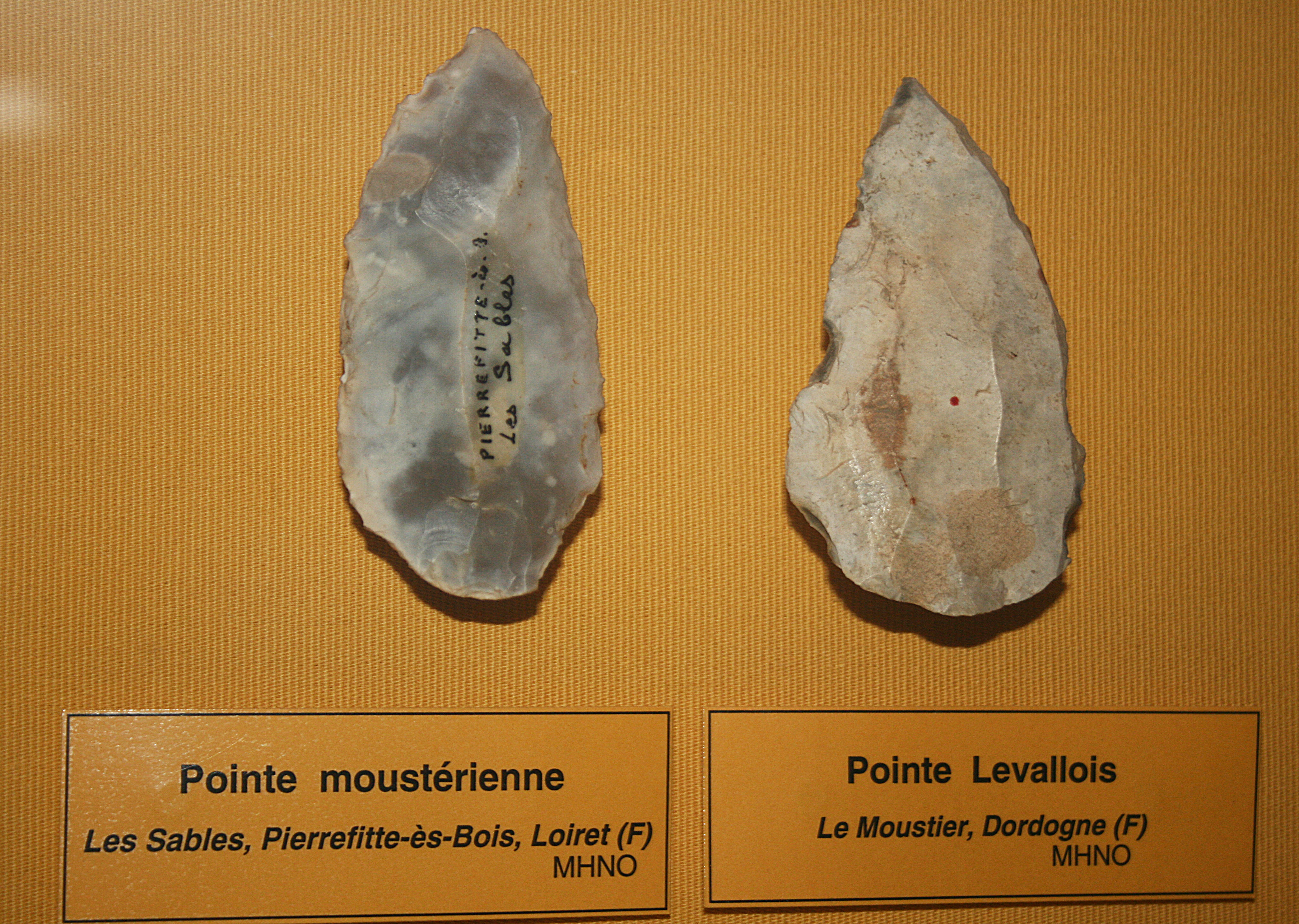
Pointes, Les Sables, Pierrefitte-ès-Bois.

### Paléolithique supérieur (45 000à11 700AP)

Carte de localisation des gisements attribués au Paléolithique supérieur dans le département du Loiret (2005). Il existe une concentration sur un axe nord-sud vallée du Loing - Est de la Loire.

Le Paléolithique supérieur voit le dernier maximum glaciaire du Pléistocène supérieur. Il débute sur tous les continents aux alentours de 45 000 et perdure jusque vers 11 700 AP. Il est caractérisé par l'expansion de l'Homme moderne à travers le monde. Il se subdivise en plusieurs cultures marquées par des changements techniques et des innovations. Dans le Sud-Ouest de l'Europe, on trouve successivement, du plus ancien au plus récent, le Châtelperronien, l'Aurignacien, le Gravettien, le Solutréen et le Magdalénien.
Les développements récents des recherches en archéologie préventive dans le centre et le sud du Bassin parisien, particulièrement dans le Tardiglaciaire, ont permis de dresser un nouveau bilan en 2005. Celui-ci montre que la partie nord-est de la région, le paléolac miocène, qui a conduit à la mise en place du plateau de Beauce, ne livre toujours pas d'occupation importante, en dehors de la vallée de la Loire.

#### Paléolithique supérieur ancien

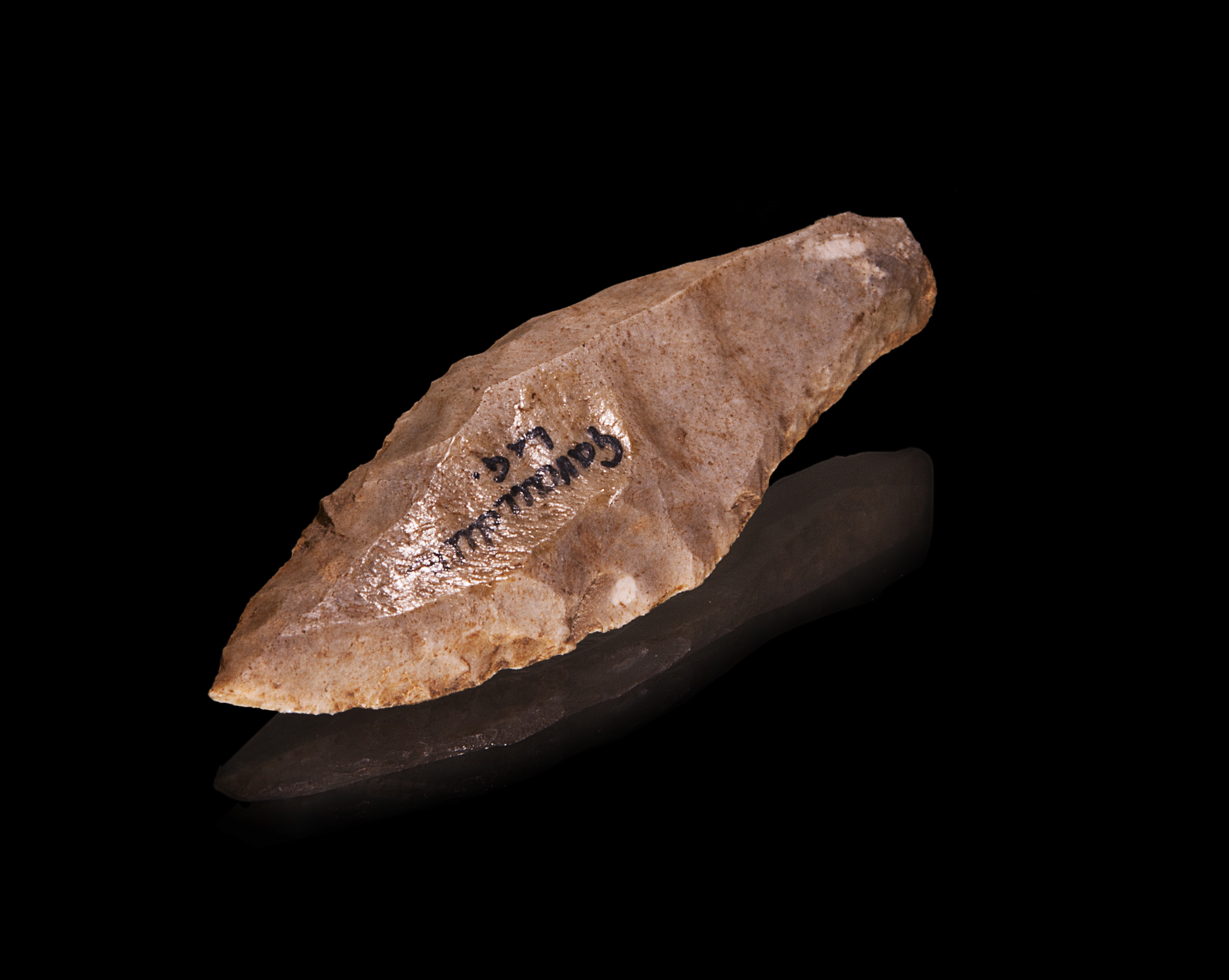
Pointe de la Font Robert, caractéristique du niveau gravettien, trouvée à Mézières-lez-Cléry.

Le Paléolithique supérieur ancien peut être découpé en deux périodes : l'Aurignacien (42 000 – 29 000 ans) et le Gravettien (31 000 – 21 000 ans) qui se caractérise par l’apparition d’une retouche abrupte particulière, permettant de créer un dos sur les lames, une surface plane plus facile à encoller sur une sagaie avec de la glu ou du mastic. 
Le Paléolithique supérieur ancien reste rare. Un seul site lui est attribué dans le Loiret : à Mézières-lez-Cléry où trois concentrations très denses et étendues ont été prospectées par S. Jesset en 1994 et 1996. L'identification des industries gravettiennes se base d'abord sur la découverte d'une petite pointe de la Font-Robert, puis sur une étude technologique réalisée à partir d'une des concentrations. Les autres concentrations semblent présenter des ressemblances, notamment dans l'emploi abondant d'un matériau spécifique, l'opalite, pourtant non repéré à l'affleurement à proximité à l'heure actuelle. Si en l'état l'attribution du site au Gravettien semble la meilleure hypothèse, ceci serait à confirmer par la fouille de niveaux en place.

#### Solutréen
Le Solutréen, (21 000 – 18 000 ans), seulement identifié à l'ouest du Rhône, en France n'est pas présent dans le Loiret.

#### Badegoulien
Le Badegoulien, connu seulement en France et en Suisse, correspond à l'ancienne dénomination « Magdalénien ancien » et se développe sur la période allant de - 19 000 à - 17 000). Il se différencie nettement du Magadalénien stricto sensu du point de vue technique (débitage d'éclats) et typologique (abondance des grattoirs et des outils archaïques, rareté des burins et des lamelles à dos).
Pour la première fois au cours du Paléolithique supérieur, un gisement se localise au nord de la Loire. Deux stations représentent en effet ce niveau dans le Loiret, toutes deux situées dans la commune de La Chapelle-Saint-Mesmin : Monteloup découverte par André Nouel en 1935 et dont l'étude a été publiée en 1937, poursuivie en 1970 par Allain, et le Coteau prospectée par Allain en 1970 puis Richard en 1972. Ont ainsi été découverts, des burins, des grattoirs, des perçoirs, des racloirs, des raclettes et des microlithes, soit près de 300 outils ou pièces et près de 1 200 lames ou lamelles.

#### Magdalénien

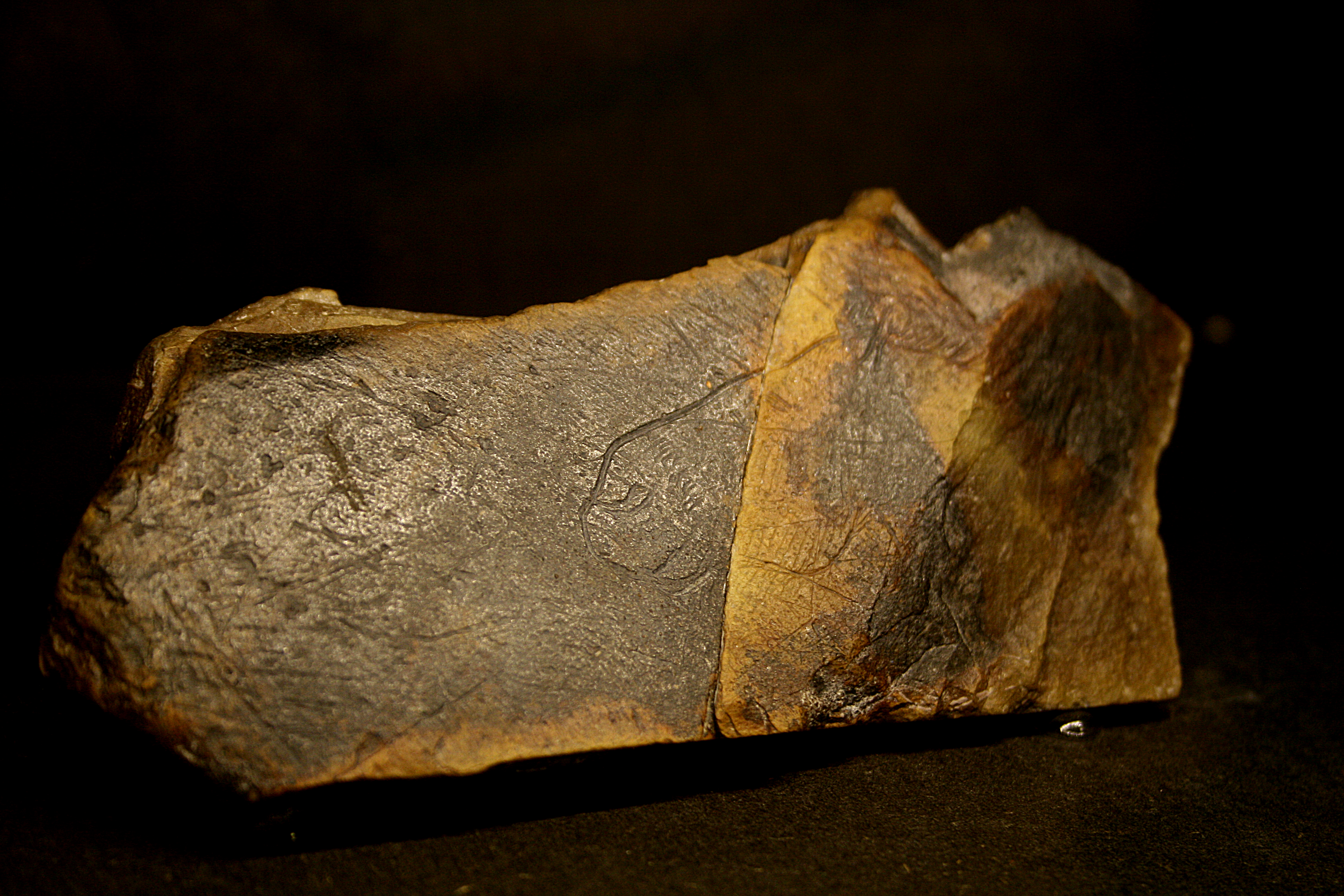
Plaquette en calcaire gravée, représentant une tête de cheval, trouvée à Cepoy (L : 14.5 cm) ; vers -13 000 ans.

Le Magdalénien est la dernière culture du Paléolithique supérieur. Il court de 17 000 à 14 000 AP,. Le Magdalénien du Bassin parisien a encore l’image d’une société principalement fondée sur la chasse en masse du renne. Les mammouths, les rennes, les chevaux et les bisons sont en effet des composantes fondamentales des communautés animales de la « steppe à mammouth » au Paléolithique supérieur en Eurasie. Pourtant, depuis le début des années 1990, plusieurs gisements situés en dehors du Loiret, à Marolles-sur-Seine en particulier, tendent à relativiser cette vision en mettant en avant une probable subsistance axée sur la chasse des chevaux.
Dans le Loiret, le gisement de Cepoy la Pierre-aux-Fées, situé à 4 km au nord de Montargis, dans la vallée du Loing, est probablement le gisement magdalénien le plus remarquable pour le Loiret. Découvert en 1972 au cours d'extraction de sable, des sondages réalisés sous la direction de J. Allain apportent la preuve d'une occupation du Paléolithique supérieur avec la présence d'un fragment de plaque de calcaire gravée représentant une tête de cheval. Plusieurs campagnes de fouilles réalisées de 1972 à 1977 ont permis de bien documenter le site. Une étude de la tête de cheval a été publiée en 1996 et celle de pointes à cran découvertes sur le même gisement en 2000. Il accrédite la thèse d'une subsistance grâce à la chasse des chevaux. Il peut également laisser supposer l'existence de pratiques rituelles, sans toutefois en apporter formellement la preuve. Une étude complémentaire a été publiée en 2005 visant à réviser les informations archéologiques anciennes recueillies sur ce site. Celui-ci était supposé révéler la superposition d’un niveau magdalénien (environ −13 000 ans) (couche IV) dont l’industrie originale a donné son nom au faciès « Cepoy-Marsangy », et d’un autre niveau (couche V) dont l’industrie est plus banale pour la région. Cette étude conclut à la bonne stratification des couches, mais ne tranche pas sur l'attribution de la couche V,,.
Dans un rayon de moins de 2 km, cinq autres occupations tardiglaciaires, relevant du Magdalénien, ont été repérées dans les autres gravières. Parmi celles-ci, il faut évoquer les stations très riches du Choiseau et de La Maison Blanche à Fontenay-sur-Loing ainsi que celle des Pâtures Blanches à Cepoy,.
Dans le sud du Gâtinais, à l'extrémité est de la forêt d'Orléans, se trouve la station de la Jouanne, sur la commune des Choux, canton de Gien. Elle a été prospectée en 1946 par Fardet et en 1995 par Valentin. À un kilomètre à l'Est du château de La Jouanne, un coteau allongé en direction N-E domine faiblement la vallée du ruisseau du Moulin du Gué, qui devient en aval la rivière du Puiseau. Bien qu'il ne s'agisse que d'un habitat temporaire, un campement saisonnier, au moins 2 000 pièces ont été trouvées. La superposition des pièces est caractéristique des déplacements saisonniers des chasseurs-cueilleurs magdaléniens. Quittant leurs grottes au retour de l'été pour aller à la poursuite du gibier, ils regagnaient pour l'hiver leurs abris rocheux, mais ils revenaient volontiers sur les lieux où ils avaient trouvé une subsistance abondante.
Aux abords de la Loire, à l'Est du département, sur la commune de Saint-Brisson-sur-Loire, ont été découverts en 1981 deux gisements magdaléniens : Mancy et le Rousson. Des incertitudes subsistent toutefois sur l'attribution de ces gisements. Le niveau du Magdalénien supérieur avait été retenu dans les années 1980 par certains auteurs du fait des caractéristiques du débitage laminaire. Aujourd'hui, la reconnaissance de plusieurs microgravettes et de nombreux burins-nucléus à partir desquels les supports des microgravettes semblent extraits indiquerait toutefois qu'une partie de l'industrie est attribuable au Gravettien. Le contexte de découverte de l'industrie de Mancy (ramassage de surface) ne permet par ailleurs pas d'écarter l'hypothèse d'une double composante, l'une magdalénienne et l'autre gravettienne.
Enfin deux autres sites ont été attribués au niveau magdalénien : les Couches Bœufs à Poilly-lez-Gien, prospecté par Valentin en 1995 et du 125, rue George Sand à Chalette-sur-Loing, analysé par sondage par Allain en 1981.
Plus anciens ossements humains dans le Loiret
En 2012, un ensemble d’ossements humains découverts en 1967 a été identifié comme remontant au magdalénien supérieur, devenant ainsi les plus anciens ossements humains découverts dans le Loiret.
La découverte remonte au printemps 1967, lors de la construction d’un lotissement sur le plateau de Monteloup, situé à l’est de la commune de La Chapelle-Saint-Mesmin, qui domine la Loire d’une vingtaine de mètres. Cette situation a favorisé l’implantation de l’homme à différentes époques de la préhistoire comme en témoignent les vestiges découverts depuis de nombreuses années (comme la sépulture néolithique dite “la dame de Monteloup”). Le mobilier récolté est constitué d’une série lithique, de quelques restes faunistiques et d’ossements humains.
Les vestiges osseux d’origine humaine sont composés de 21 fragments, provenant de deux individus adultes. 7 d’entre eux appartiennent à la tête osseuse et 14 au squelette post-crânien. Par ailleurs 205 fragments osseux déterminables (sur un total de 976), appartenant à des espèces sauvages, ont été dénombrés, dont 30 % appartenant à des rennes. Cette série est caractéristique d’une faune de climat froid. Enfin Le corpus lithique, conservé au muséum d’Orléans, est composé de 150 silex. L’analyse de ces matériaux fait apparaître deux tendances d’appartenance : le badegoulien et le magdalénien supérieur. 
Toutefois jusqu'en 2012, rien ne permettait de rattacher formellement les ossements humains au paléolithique. Deux de ces fragments osseux d’origine humaine ont fait l’objet d’analyses 14C en 2012 par le Centre de datation par le radiocarbone de Villeurbanne (Rhône). Les résultats ont donné des valeurs s’échelonnant entre [12860 ± 50 BP (13932 - 13042 cal BC)] et  [12540 ± 50 BP (13170 - 12288 cal BC)], faisant ainsi de ces vestiges les plus anciens ossements humains découverts dans le Loiret.

#### Paléolithique supérieur indéterminé
Si la majorité appartient bien au Magdalénien supérieur, plusieurs ramassages de surface importants sont difficiles à attribuer, les séries étant souvent hétérogènes et les découvertes plutôt anciennes. Il s'agit de Trocadéro, Trocadéro ouest et Trocadéro nord à Gien, prospections de Fardet en 1953 puis de Valentin en 1995 ; rue Chariot à Châteaurenard, sondage d'Allain en 1981 ; Chatillon-sur-Loire, prospection de Halley ; les Prés de la rue Creuse à Montbouy, prospection de Rey en 1986 et les Muids à Sully-sur-Loire, prospection de Bourlon en 1906 puis Valentin en 1995.
La période comprise entre 12 000 et 9 700 av. J.-C. est souvent désignée sous le nom d'Épipaléolithique.

## Mésolithique (9 700à5 000av. J.-C.)

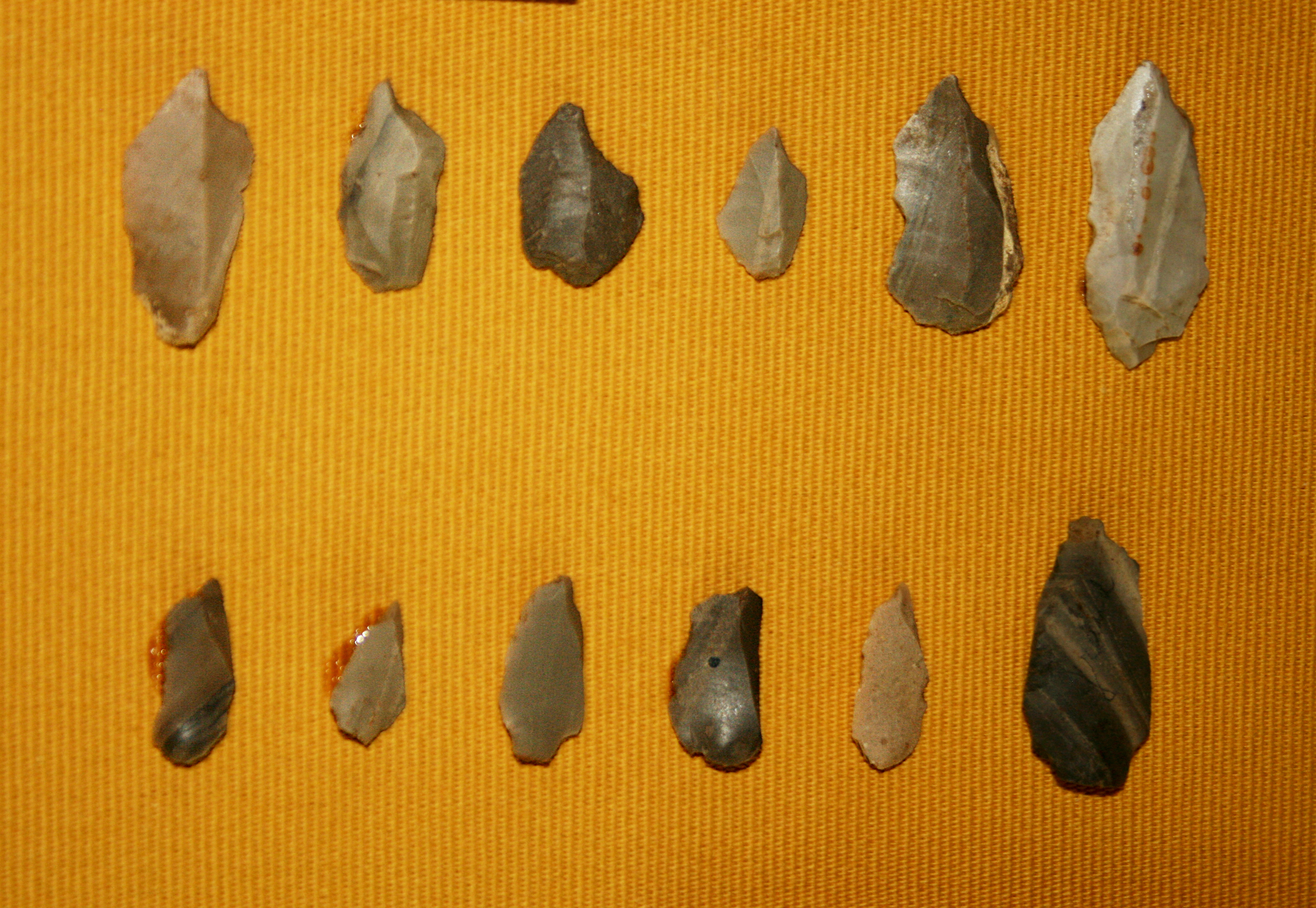
Pointes tardenoisiennes, Mésolithique final (-7000 à -6000 av. J.-C.), Les Hauts-de-Lutz, Beaugency.

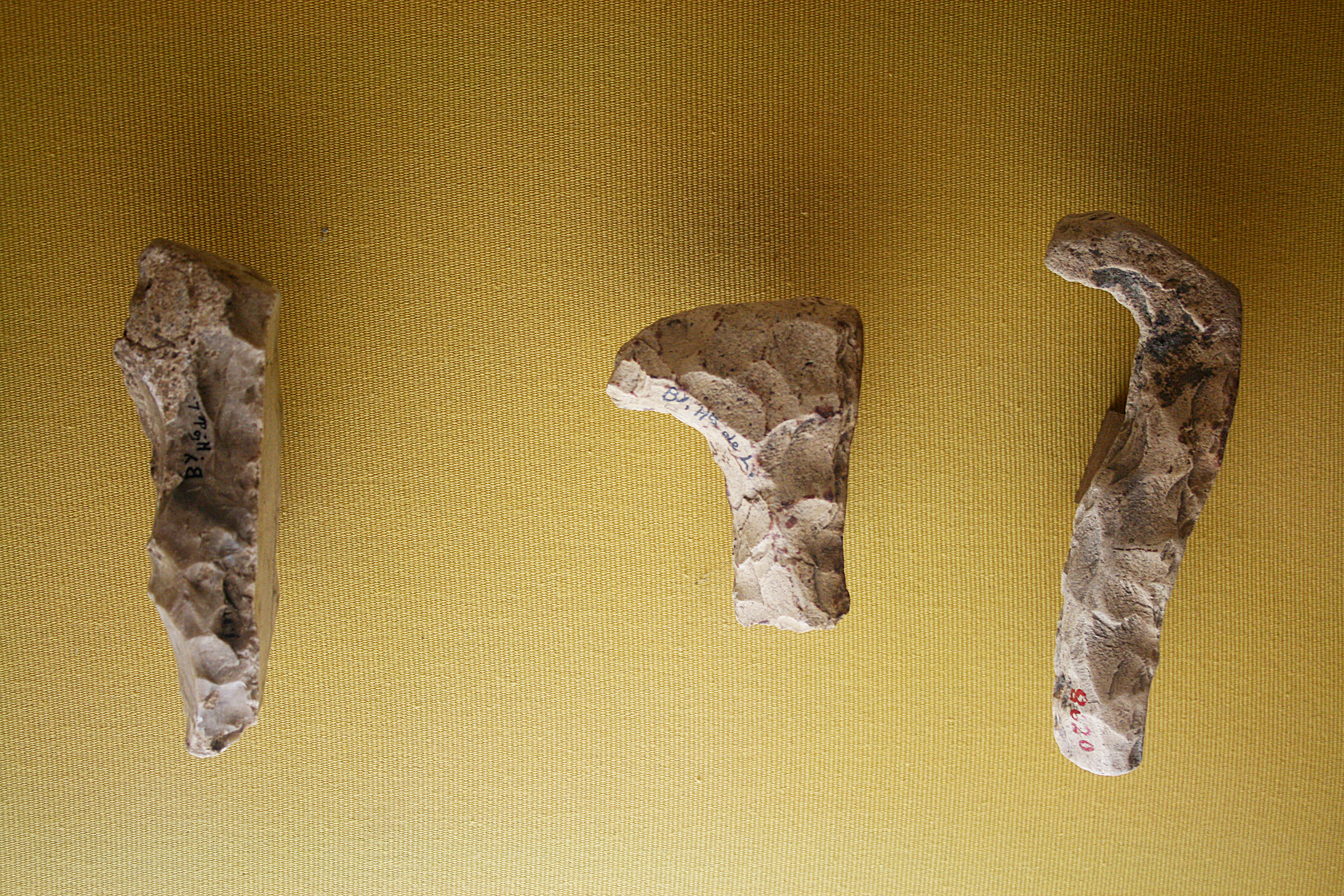
Pics-planes dits à crosse ou à crochet, Mésolithique final, Les Hauts-de-Lutz, Beaugency.

Au Mésolithique, les températures et les saisons sont semblables à celles d'aujourd'hui. La calotte glaciaire qui s'étendait alors jusqu'au nord de la Grande-Bretagne régresse. En France, les plaines steppiques sont lentement remplacées par des forêts où domine d'abord le pin (pendant le Mésolithique ancien de -9600 à -8030) puis le noisetier (Mésolithique moyen de -8030 à -6900) et enfin une chênaie mixte (de -6900 à -5000). Les animaux qui peuplaient la steppe, comme le mammouth et le renne, disparaissent de nos régions au profit d'espèces qui vivent dans des environnements tempérés : le cerf, le chevreuil, le sanglier et l'aurochs. On assiste au développement du genévrier, puis des forêts de bouleaux et de pins et enfin au retour des herbacées steppiques.
Dans le Loiret les gisements de la Gabillonière à Saint-Martin-sur-Ocre et de la Grande pièce du Saule et du Moulin du Saule à Autry-le-Châtel sont attribués au Mésolithique ancien au même titre que ceux de Beauchamps-sur-Huillard et Quiers-sur-Bezonde ou d'Attray,. Une place particulière est attribuée au gisement du Moulin du Saule à Autry-le-Chatel. En effet avec le matériel rencontré, on pourrait avoir affaire à un nouveau système de lancer des traits de chasse et surtout de nouvelles armatures. Les pointes à cran trouvées sont très spécifiques, très acérées avec deux bords parallèles, une troncature rectiligne et un cran bien dégagé. Les lamelles à dos qui armaient les sagaies magdaléniennes sont par ailleurs remplacées par des pointes à dos courbe (placées en extrémité des projectiles). Ces pointes sont également rencontrées sur la façade atlantique. Des études comparatives ont ainsi permis de rapprocher ce gisement aux industries du Mésolithique ancien du sud-nantais, ce qui a conduit à les qualifier de « mésolithique ancien ligérien », en précisant du sud-nantais ou d'Autry-le-Châtel, les deux secteurs étant séparés par plus de 300 km,.
Pour la période du Mésolithique moyen, le site de Tigy est un important gisement étudié récemment et qui a fait l'objet d'une publication en 2002. Il a été occupé par des groupes (pointes à bas retranchées type Beaugency) et est à rapprocher du site d'Autry-le-Châtel. Dans la région de Pithiviers, plusieurs gisements ont également été découverts dont celui de Sébouville,.
Au Mésolithique final enfin, la station des Hauts-de-Lutz de Beaugency et ses abords fait référence. Découverte en 1950, elle a été étudiée par André Nouel qui en a publié une monographie en 1963. Cette agglomération semble avoir été d'une densité exceptionnelle pour l'époque. La station se révèle comme un atelier de taille important et non pas comme le vestige d'une simple halte de découpe rapide. Les objets sont pour la plupart en silex gris translucide foncé ou clair, blond translucide ou blanc opaque, matériau qui n'a rien d'original, provenant assurément de galets de Loire. En revanche, une série (67 sur les 745 objets trouvés) est en silex beige bigarré (ou rubané), matériau tout à fait typique et rare dont l'origine n'est pas élucidée. Une grande partie du mobilier est constituée de pointes du Tardenois. Le plus souvent, elles portent une retouche abrupte sur un bord ; une retouche inverse à la base amincit le talon et facilite la fixation de la flèche sur la hampe. Parmi les outillages non géométriques, des grattoirs, des burins et des pics-planes ont été trouvés. La présence de pics semblables a déjà été signalée dans des milieux tardenoisiens, comme à Fléty (Nièvre), qui peut laisser supposer qu'il s'agit du même groupe qui est venu s'installer à Beaugency.
Jusque très récemment, le val d'Orléans était considéré comme ne recelant  aucune trace du Mésolithique. Cette absence n'était pas expliquée par les chercheurs.  S'agissait-il d'un hiatus culturel, d'un recouvrement, d'une érosion par migration latérale de chenaux ? Or les opérations d'archéologie préventive conduites depuis 2007 ont mis en évidence la présence de groupes mésolithiques dans le val d'Orléans à Bray-en-Val et dans le quartier Saint-Marceau d'Orléans.

## Néolithique (5 000à2 000av. J.-C.)

### Hameaux néolithiques

Frise chronologique de l'apparition des principaux animaux domestiques ou familiers.

À partir de 5 000 av. J.-C., se produit une transformation fondamentale du mode de vie des hommes. En effet les derniers chasseurs-cueilleurs de la Préhistoire commencent à cultiver des plantes et élever des animaux. Ils défrichent la forêt pour aménager des champs cultivables et pratiquent l'élevage. On voit les premiers villages construits par ces nouveaux paysans. Leurs maisons sont édifiées à partir d'une charpente en bois dont les poteaux sont enfoncés dans le sol. Les toitures sont en chaume et les murs sont recouverts de torchis.
Le site du Vieux Chemin d’Étampes, constitue en 2013 l'un des habitats néolithiques le plus ancien de la région Centre. Cette occupation a été découverte à l'occasion d’un diagnostic archéologique réalisé dans le cadre du projet d’aménagement du contournement nord de la ville de Pithiviers en 2008. La céramique et les fragments de bracelets en schiste, mis au jour dans trois fosses-dépotoirs, permettent de rattacher cet habitat à la culture « Blicquy-Villeneuve-Saint-Germain » (-5100 à -4700).

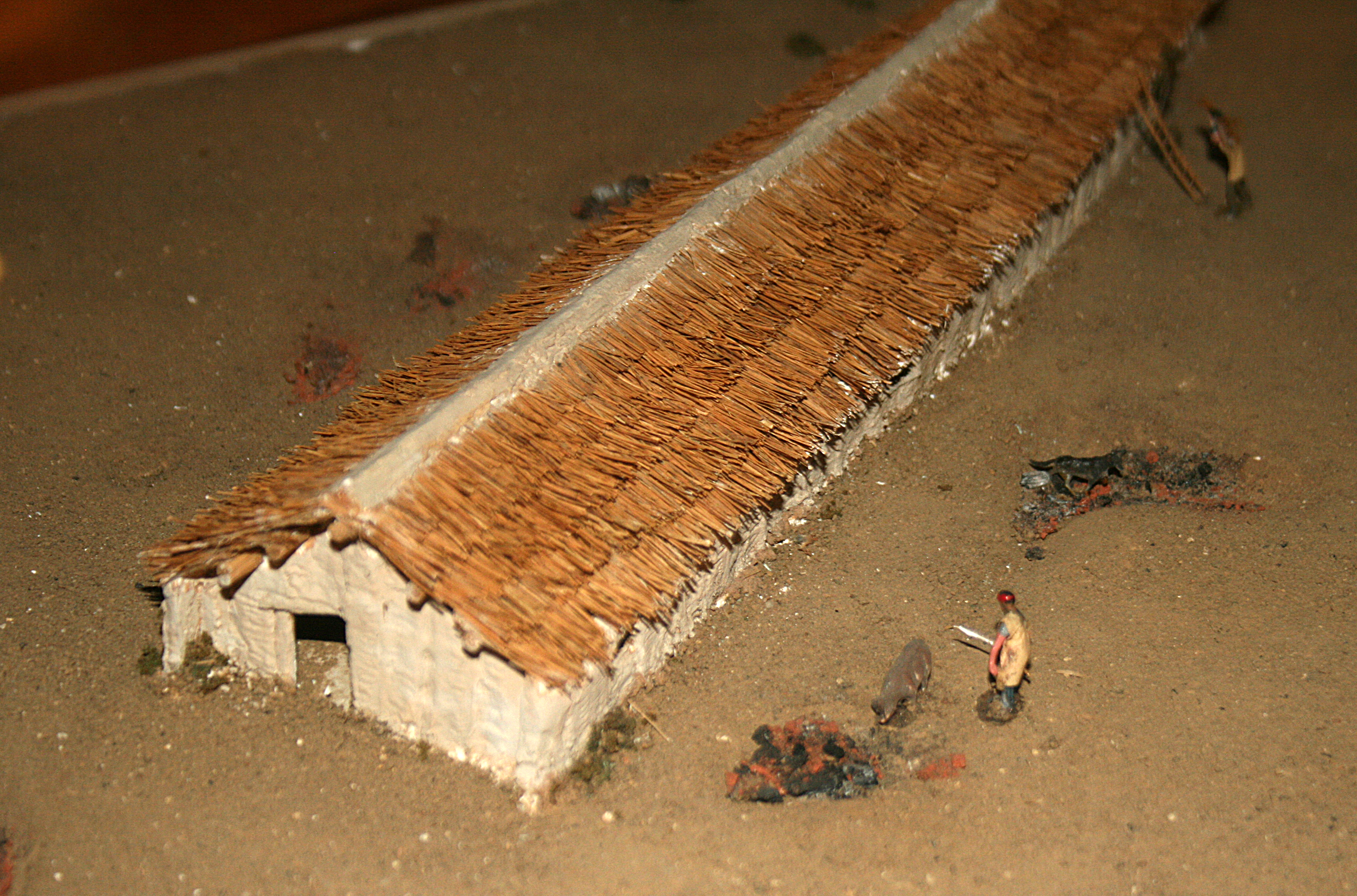
Reconstitution d'une ferme néolithique. À Échilleuses, six maisons de 35 mètres de long environ ont été découvertes.

Les premiers agriculteurs n'occupent d'abord que les bords de rivière en terrasses, fertiles et faciles à cultiver. Puis les rebords de plateaux sont à leur tour investis, comme à Échilleuses, à la frontière de la Beauce et du Gâtinais, découvert en 1977 et prospecté de 1982 à 1989. Le site comprend six maisons longues d'environ 35 m regroupées sur un terrain limoneux favorable aux cultures et à proximité immédiate de sources. Des outils en silex destinés au défrichement et aux travaux agricoles ont été retrouvés aux abords des habitats. La fouille a montré que seules deux maisons, datées par radiocarbone entre -4900 et -4800, ont existé simultanément. Les quatre autres correspondent à des reconstructions à proximité immédiate, la dernière datant d'environ 4600 avant notre ère. Il apparaît donc que plusieurs générations successives ont occupé l'endroit, déplaçant régulièrement leurs maisons et sans doute leurs jardins et leurs champs au fur et à mesure de la dégradation des habitations et de l'épuisement des sols. On peut estimer que la colonisation de l'ensemble de la région est totalement achevée par les populations néolithiques vers -4500. À cette époque des enceintes palissadées sont édifiées aux bords mêmes des rivières. Leur fonction n'a toutefois pas encore formellement été déterminée.

### Agriculture et artisanat
Dans ces villages des premières communautés agricoles de la France, on fabrique des outils et des armes en silex mais aussi en os. On consomme des céréales (blé et orge) sous forme de galettes et de bouillies, ainsi que des légumes cultivés près des habitations comme des pois, des lentilles et des légumineuses. Les moissons sont réalisées à l'aide de faucilles faites de petits éléments de silex emmanchés dans une armature de bois arquée (Échilleuses, Dadonville) qui seront remplacées à la fin du Néolithique par des « poignards » en silex du Grand-Pressigny (Indre-et-Loire).
Les habitants domestiquent des animaux sauvages et les élèvent pour leur viande et leur lait. Les animaux domestiques sont apparus progressivement au fil du temps. D'abord le chien, puis le bœuf, la chèvre, le mouton et le porc. Le cheval n'est domestiqué que plus tard. La plupart ont été introduites sur le territoire au moment des grands mouvements de population. Ainsi le chat n'a été introduit qu'avec la colonisation romaine et le dindon après la conquête du Nouveau Monde. Les sites archéologiques du Loiret qui ont livré des ossements permettant d'identifier les espèces sont encore rares, en partie à cause des conditions défavorables de conservation.
Les haches en pierre polie sont utilisées au défrichage des champs et des aires domestiques. Initialement taillées en roches vertes et importées dans le Loiret, à partir du Néolithique moyen (vers -4300) elles sont fabriquées dans des ateliers régionaux à proximité des gisements de silex, comme c'est le cas dans la vallée du Loing. Le polissage se faisait à partir de blocs de grès de toutes tailles, depuis le morceau de quelques centaines de grammes à quelques kilos (le polissoir portatif) jusqu’au rocher bien implanté dans le sol et pesant quelques centaines de kilos, voire des dizaines de tonnes (le polissoir mégalithique). Le travail de polissage des haches en silex a laissé sur ces derniers blocs diverses sortes de traces : cuvettes ovales de profondeur variable, rainures au profil en V, plages plus ou moins discrètes. Dans tous les cas, la surface de ces traces est lisse et parfois brillante. Leur profil est régulièrement courbé et leur fond ne présente pas d’aspérités, ce qui permet de les distinguer des cavités et fissures naturelles, fréquentes sur les grès. De nombreux polissoirs ont été trouvés dans le Gâtinais dont quelques-uns dans le Loiret : le polissoir de Coinche à Chantecoq, classé monument historique en 1986, celui des Davaux à La Selle-sur-le-Bied, classé en 1987, celui de Ferrières-en-Gâtinais et enfin celui de Méréville.
Lors des fouilles de l'autoroute A19 deux ateliers de fabrication de haches ont été mis au jour à Corquilleroy et Fontenay-sur-Loing. Les archéologues ont mis au jour des concentrations appelées « amas de taille » contenant des milliers d’éclats correspondant aux différentes phases de fabrication des haches, qui ont permis de bien analyser les différentes phases de la fabrication : approvisionnement, transport sur site, débitage et polissage des fragments,.
Une autre nouveauté, la poterie fait son apparition. Elle est montée à la main à partir d'une boule d'argile ou de colombins. Elle est modelée et souvent décorée. Les populations du Néolithique fabriquent également des tissus ainsi que des bijoux en pierre comme les bracelets en schiste.

Objets du Néolithique découverts dans le Loiret
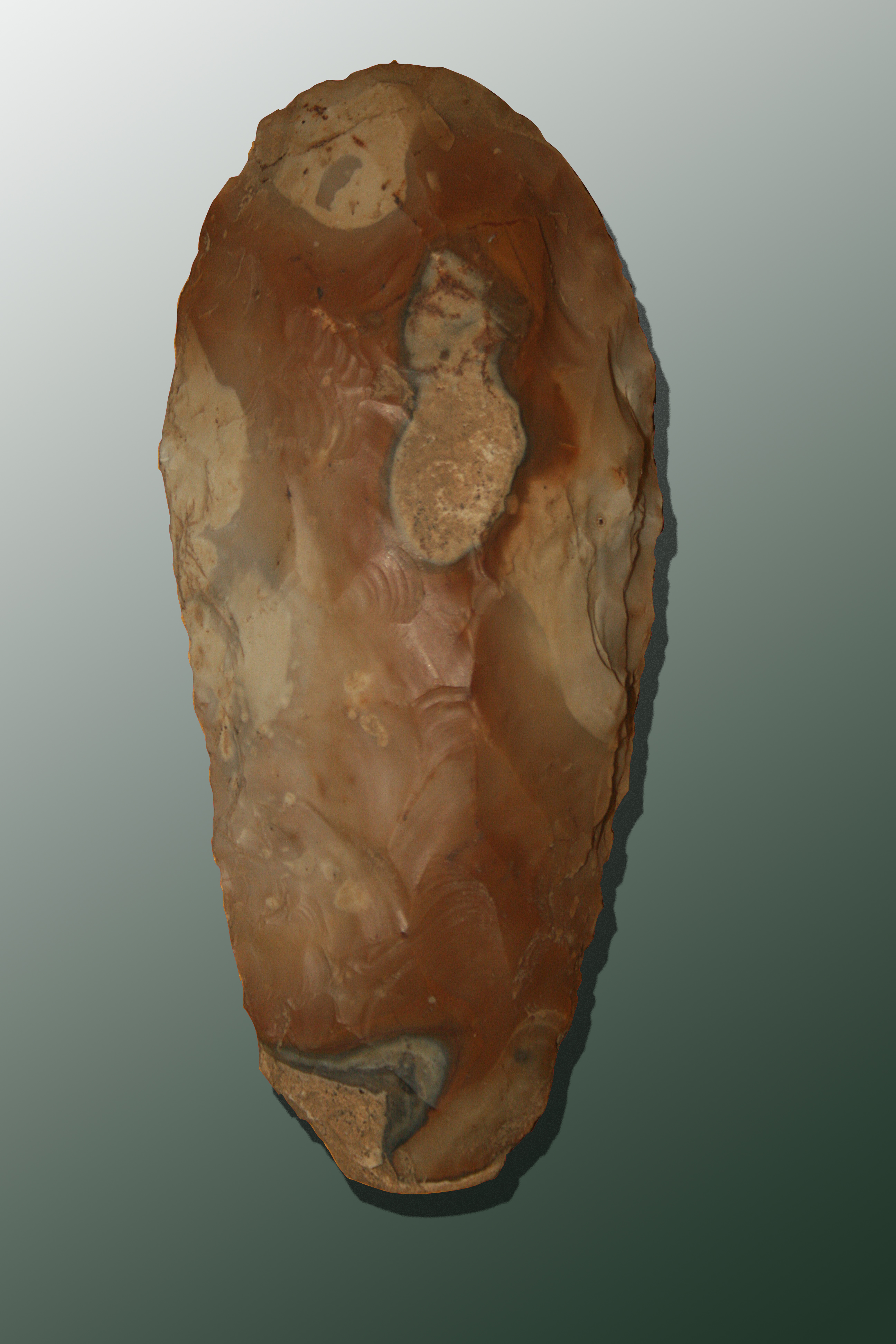
Hache taillée, prête au polissage, Girolles.
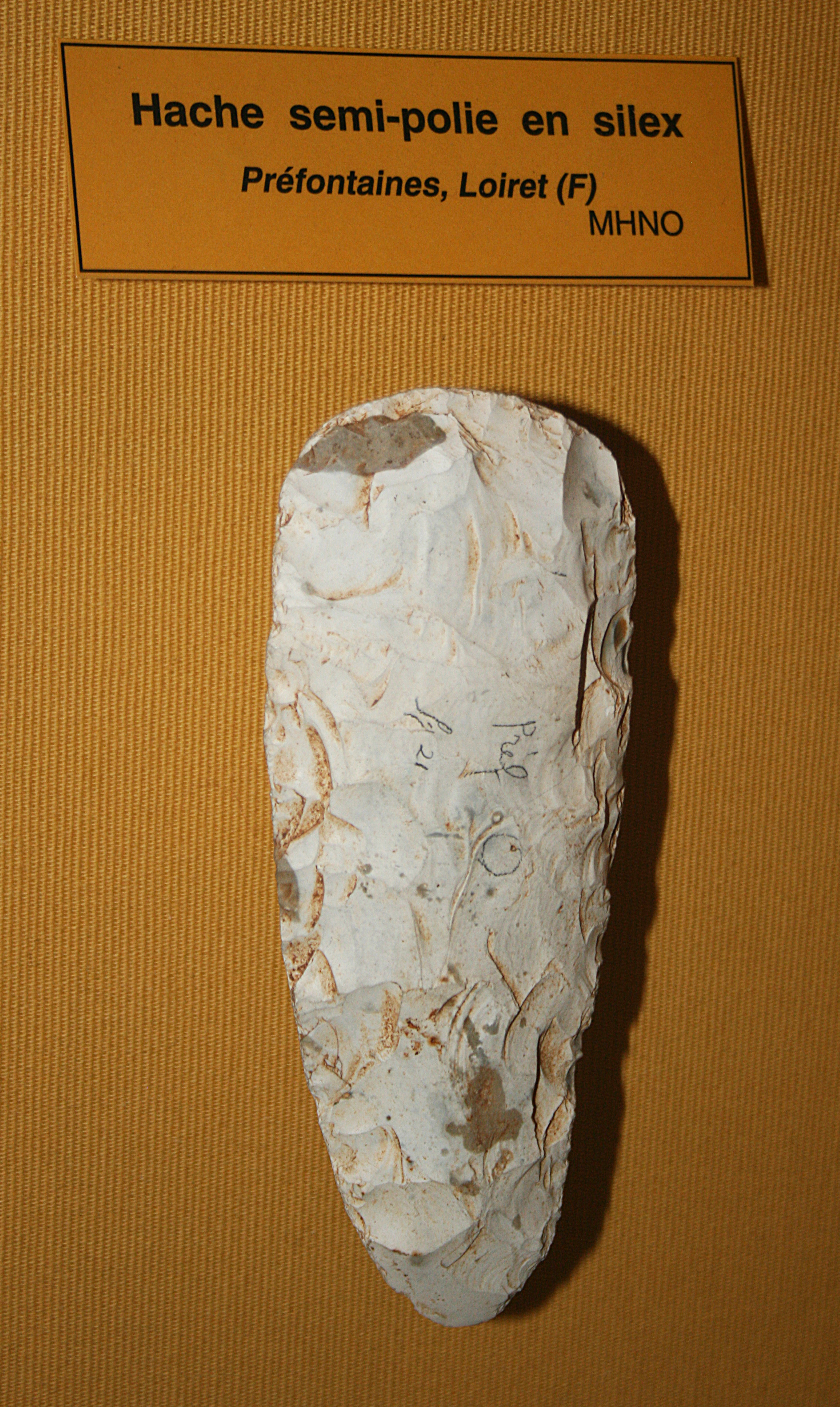
Hache semi-polie, Préfontaines.
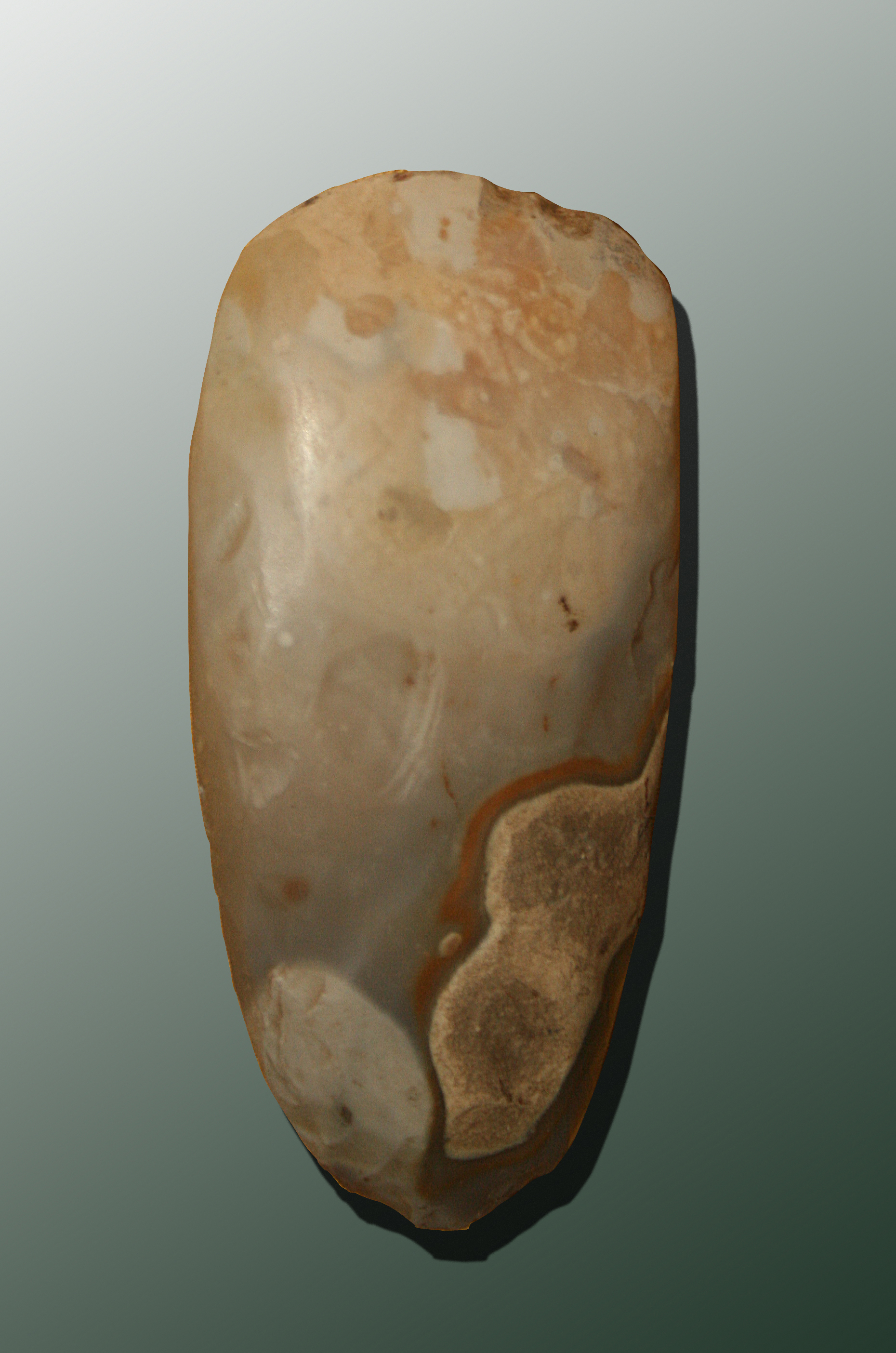
Hache polie, Quartier de l'Argonne, Orléans.
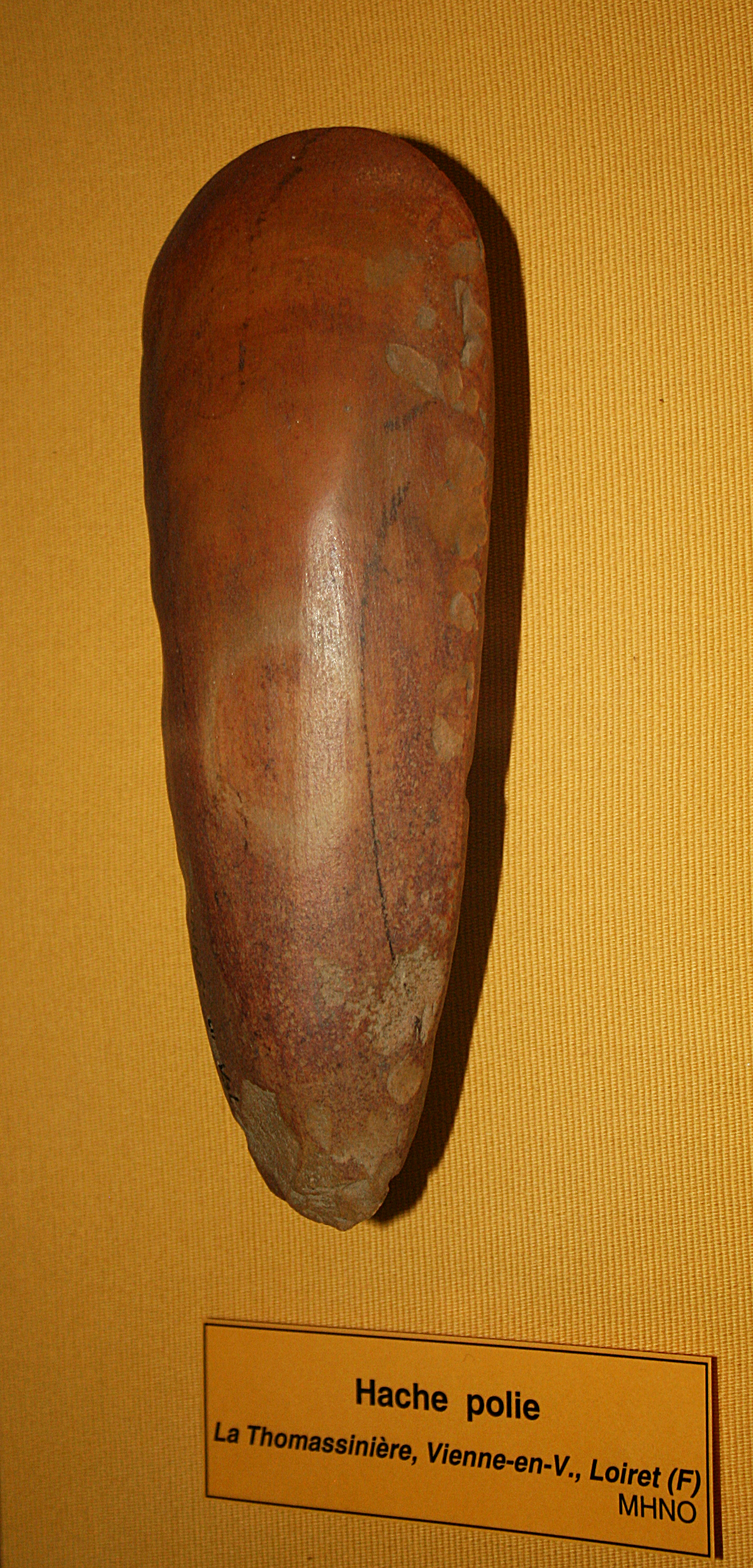
Hache polie, Vienne-en-Val.

### Pratiques et rites funéraires

Localisation des sépultures néolithiques dans le département du Loiret (2009).

#### Sépultures en fosses

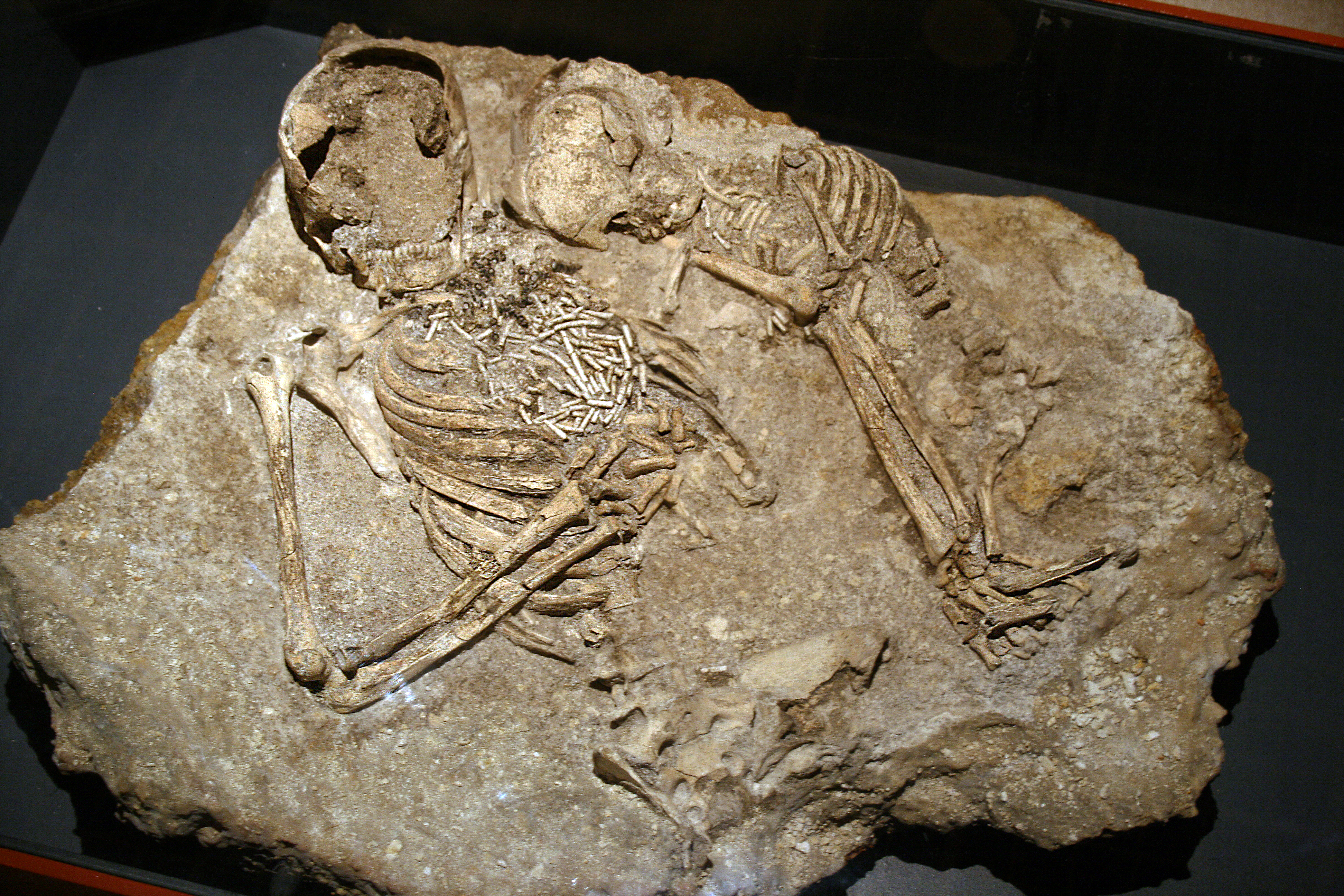
Sépulture double dite « la dame de Monteloup », une femme (20 ans) et son enfant, découverte à La Chapelle-Saint-Mesmin - La jeune femme est richement parée de plusieurs colliers comportant plus de deux cents dentales et une centaine de perles en lignite.

La sédentarisation des populations néolithiques oblige à gérer les décès en relation avec l'habitat et à organiser le monde des morts. Au Néolithique ancien (5200-4700 av. J.-C.), l'inhumation individuelle en simple fosse est privilégiée. L’individu est généralement en position repliée sur le côté, mais plus rarement d’autres positions sont possibles. De telles inhumations sont attestées pour cette période en Seine-et-Marne. Elles sont connues dans le Loiret pour la période suivante (4700-3500 av. J.-C.) avec la sépulture double, une femme et un enfant, de La Chapelle-Saint-Mesmin. Cette sépulture double du Néolithique a été découverte en octobre 1988 lors de travaux de terrassement. Le premier squelette est celui d’une femme, âgée d’environ 20 ans, couchée sur le dos. Son bras gauche passe sous un deuxième squelette, celui d’un enfant d’environ 18 mois. L'étude de l'ADN mitochondrial effectuée en 2010 a permis de découvrir qu'il s'agissait d'une jeune mère et de son propre fils. Après analyse au carbone 14, la sépulture a pu être datée entre –4493 et –4345 av. J.-C.

#### Sépultures sous dalles
Entre 4500 et 4300, les sépultures sous dalles apparaissent avec en particulier dans le Loiret les gisements de « Marsaules » et « La Chaise » à Malesherbes. Du fait de leur originalité, elles constituent un type funéraire spécifique et uniquement localisé dans le Bassin parisien. Elles sont constituées d'une (ou quelques) tombe(s) en fosse, très ordinaire, recouverte d’un bloc de pierre mégalithique pouvant peser de 7 à 20 tonnes, ce qui est beaucoup moins ordinaire.
À Orville, le site des « Fiefs » est constitué d'un ensemble de sépultures individuelles dont une sous dalle et diverses structures. La dalle de grès recouvrant une sépulture mesurait près de 4 m de longueur pour 2 à 2,30 m de large et 1 m d'épaisseur et pesait environ 15 tonnes. La fosse est creusée en grandes parties dans le substratum calcaire, possède un fond relativement plat et des parois subverticales et atteint 1,20 m de profondeur. La nécropole a livré les restes d'une douzaine d'individus dont des enfants. Lorsque les restes n'ont pas été déplacés par des animaux fouisseurs, on a pu constater que l'individu est approximativement orienté est-ouest, tête à l'est et le visage tourné vers le sud, les jambes fortement repliées.

#### Sépultures à incinérations
Des sépultures à incinérations apparaissent entre 3500 et 2800 av. J.-C. Dans le monument de Montigny, une grande fosse aménagée en bois accueille les restes incinérés, puis des murets de pierres sèches sont élevés autour de la fosse.
La nécropole à incinérations du Néolithique récent des Canas à Varennes-Changy a été découverte à l'occasion de la construction de l'autoroute A77 en 1998. Elle comprend treize fosses à incinération identique, alignées en trois bandes et régulièrement espacées. La datation de cette nécropole, apportée par l'industrie lithique laminaire et une datation au Carbone 14 de deux prélèvements, ressort à une fourchette de 3476-3056 av. J.-C. pour le premier échantillon et de 3323 à 2931 av. J.-C. pour le second. Ces éléments permettent d'attester la contemporanéité de la nécropole des Canas avec celle de Maison-Rouge, distante d'environ 45 km. Il s'agit là d'un ensemble ordonné et original, inconnu jusqu'alors. Cependant, une certaine homogénéité dans les pratiques funéraires est observée, malgré des particularités propres chaque groupe, dont certaines tombes atteignent une profondeur exceptionnelle qui suppose la présence d'un contenant en matériau périssable dans le fond de la fosse sépulcrale. Le rite de l'incinération n'est pas courant pendant cette période, mais il n'y est pas non plus isolé comme en témoignent les sépultures collectives à incinérations distribuées dans le Bassin parisien, seule l'organisation de ces nécropoles ou des sépultures collectives diffère.

#### Sépultures collectives mégalithiques

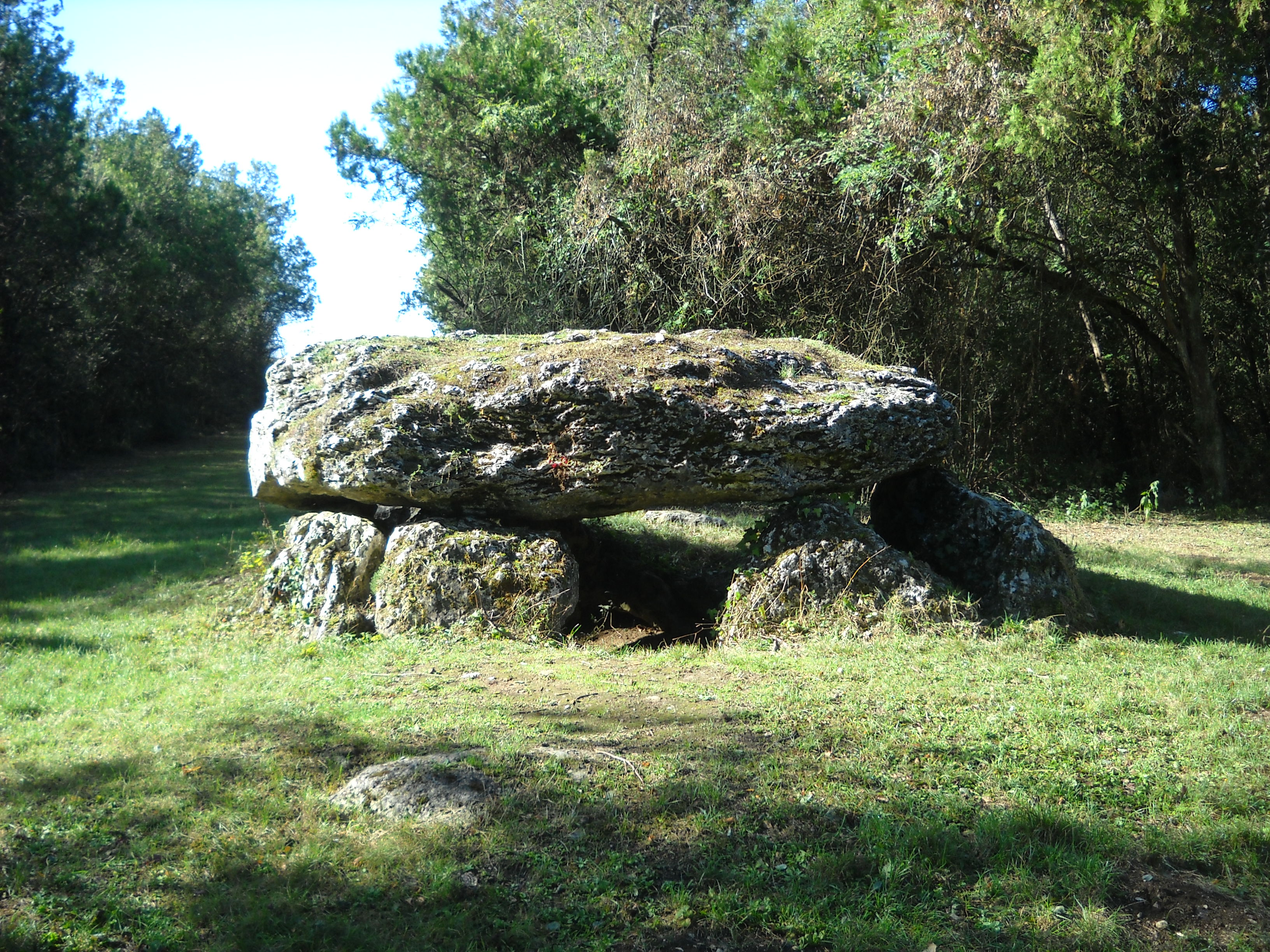
Dolmen dit « la Pierre tournante » à Tavers.

Ces incinérations sont toutefois rares au regard de la généralisation des sépultures collectives mégalithiques à partir de –3500.
Un dolmen peut accueillir plusieurs dizaines de défunts, comme celui de « Mailleton » à Malesherbes. Au moment de sa découverte les restes d'une cinquantaine d'individus étaient groupés dans la chambre, en plusieurs amas d'os brisés. Des éléments de parures, des armatures de flèches, différents outils en silex ainsi qu'un gobelet en céramique constituaient le mobilier funéraire. Il ressort des observations qu'une partie de la population inhumée a été réduite, puis la sépulture a été ensevelie sous plusieurs tonnes de pierre et enfin couverte par une dalle. La première utilisation du monument est datée entre -3450 et -3050. L'étude a montré que la condamnation n'est intervenue qu'après -2800,.
Neuf sites mégalithiques sont classés à l'inventaire des monuments historiques dans le Loiret. Il s'agit des dolmens de la Pierre clouée à Andonville, de la Mouïse à Baccon, de Coulmiers à Épieds-en-Beauce, de Mailleton à Malesherbes, de la Pierre Luteau à Ruan, du Ver, du Vert-Galant et de la Pierre tournante à Tavers et enfin du tumulus de Baccon.

### Pratiques et lieux cultuels

Localisation des menhirs dans la Loiret (base Patriarche 2009)

Les menhirs apparaissent au Néolithique, parallèlement au développement du mégalithisme funéraire. Il s'agit de blocs de pierre taillés dans des roches locales (grès dans la vallée de l'Essonne, poudingue dans la vallée du Gâtinais) qui sont ensuite dressés et calés dans une fosse aménagée à cet effet. 
Vingt-cinq de ces monuments sont encore érigés dans le Loiret. Leur fonction (bornage, rituelle, etc.) n'est pas encore vraiment définie.

## Principales découvertes préhistoriques faites en archéologie préventive
L'obligation de la conservation des données archéologiques produites par les fouilles et de leur exploitation dans le cadre d’une recherche organisée et réglementée est entrée dans la législation française depuis la loi de 1941. Mais c'est la loi du 17 janvier 2001 relative à l'archéologie préventive qui a fait faire un bond dans la connaissance archéologique. Elle impose en effet « la détection, la conservation ou la sauvegarde par l'étude scientifique des éléments du patrimoine archéologique affectés ou susceptibles d'être affectés par les travaux publics ou privés concourant à l'aménagement ». Ainsi des redevances d'archéologie préventive sont dues par les personnes publiques ou privées projetant d'exécuter des travaux qui sont soumis à autorisation préalable (chantiers routiers, ferroviaires, aménagements urbanistiques, etc.), de même lorsque des fouilles sont prescrites, une partie est financée par l'aménageur.
Dans le Loiret, les principales découvertes faites en archéologie préventive pour la période préhistorique (Paléolithique à Néolithique) l'ont été dans le cadre des chantiers de l'autoroute A19 (diagnostics entre juillet 2005 et août 2007, fouilles entre avril 2006 et avril 2009) et de la rocade nord de Pithiviers (diagnostic en 2008, fouilles en 2010). L'autoroute A19, qui réalise la jonction entre l'autoroute A10 (Paris-Orléans) et l'autoroute A6 (Paris-Lyon), ouverte au public le 16 juin 2008, a été l’occasion d’une campagne d'archéologie préventive sans précédent à l’échelle nationale sur un projet autoroutier. L'intégralité du tracé, soit 101 km, a été sondée. 30 sites remarquables ont ensuite été fouillés. Trois sites remarquables ont fait l'objet de fouilles.
| Aménagement               | Année fouille | Commune            | Site                             | Nature | Période                | Responsable de fouille               | Publication                                                                                          |
| ------------------------- | ------------- | ------------------ | -------------------------------- | --- | ---------------------- | ------------------------------------ | --- |
| Autoroute A19             | 2006-2009     | Beaune-la-Rolande  | La Justice                       | Occupation néolithique (fosses) et vaste agglomération antique le long de la voie romaine Orléans-Sens (maisons avec cours et arrière-cours, fosses, fossés d’enclos, voirie, activité métallurgique. | Néolithique et antique | Christian Cribellier                 | L'agglomération de La Justice : Beaune-la-Rolande (Loiret).                                          |
| Autoroute A19             | 2006-2009     | Corquilleroy       | La Couleuvre                     | Atelier de taille de silex (façonnage de hache). | Néolithique            | Stéphane Bourne                      | Le Néolithique sur l’autoroute A19 - Deux ateliers de fabrication de haches dans la vallée du Loing. |
| Autoroute A19             | 2006-2009     | Fontenay-sur-Loing | La Plaine du Bois des Courillons | Atelier de façonnage de haches en silex. | Néolithique            | Marie-France Creusillet              | Le Néolithique sur l’autoroute A19 - Deux ateliers de fabrication de haches dans la vallée du Loing. |
| Rocade nord de Pithiviers | 2010          | Pithiviers         | Vieux Chemin d’Étampes           | Partie d’un établissement rural. | Néolithique + Tène     | Thierry Massat, Christian Cribellier | Bois Médor et Vieux Chemin d’Étampes.                                                                |

### Ouvrages généraux sur la Préhistoire
- Alain Ferdière, Archéologie funéraire, Paris, Errance, janvier 2008 (ISBN 978-2-87772-354-1 et 2-87772-354-2)
- Jean Guilaine, Sophie Mery, Vincent Charpentier et Alain Testart, Sépultures et sociétés : Du Néolithique à l'Histoire, Paris, Errance, 21 novembre 2009, 332 p. (ISBN 978-2-87772-401-2 et 2-87772-401-8)

### Ouvrages sur le Loiret
- M. Provost, Carte archéologique de la Gaule 45 : Le Loiret, Paris, Éditions de la Maison des sciences de l'homme, 1988, 249 p. (ISBN 2-87754-004-9)
- Thibaud Guiot et Jean-Michel Morin, Aux origines du Loiret : de la Préhistoire à l'A19, Orléans (Loiret), Conseil général du Loiret, septembre 2009, 59 p. (ISBN 978-2-9503428-4-3).